# Architecture québécoise

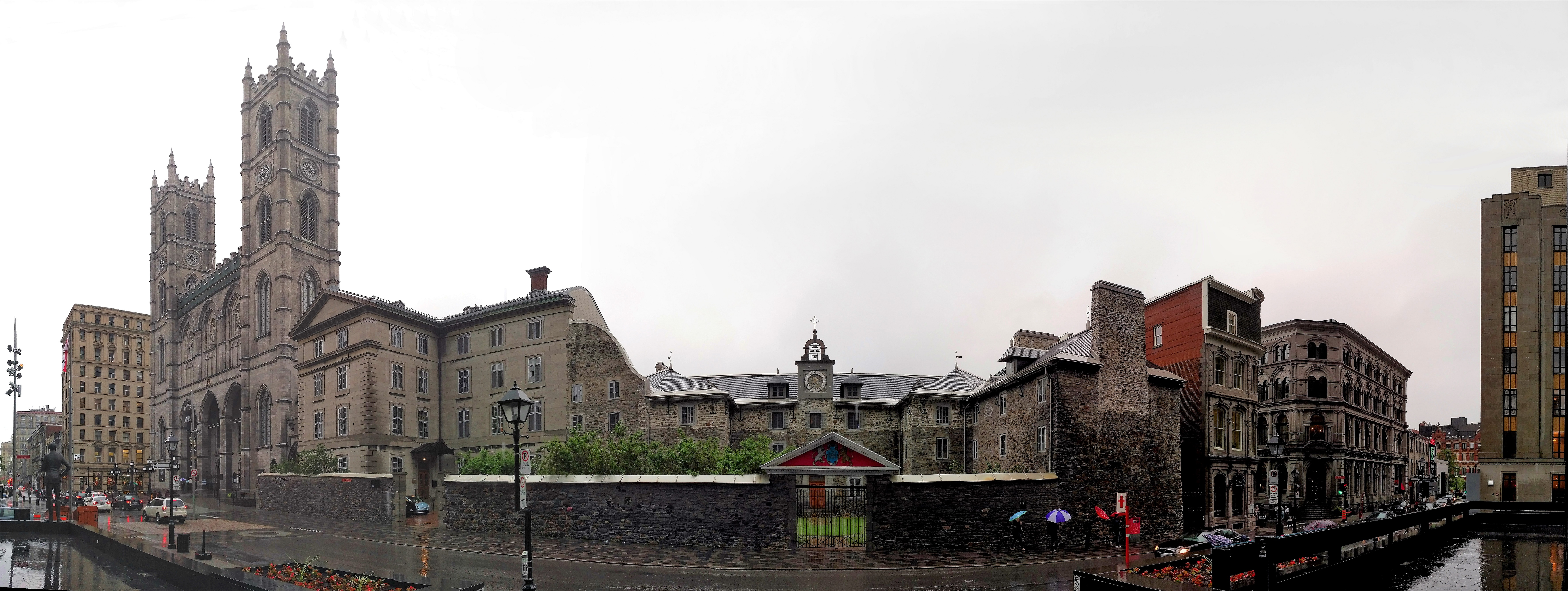
Rue Notre-Dame à Montréal. On y retrouve la basilique Notre-Dame de style néogothique, le vieux séminaire Saint-Sulpice de style classique et des bâtiments victoriens.

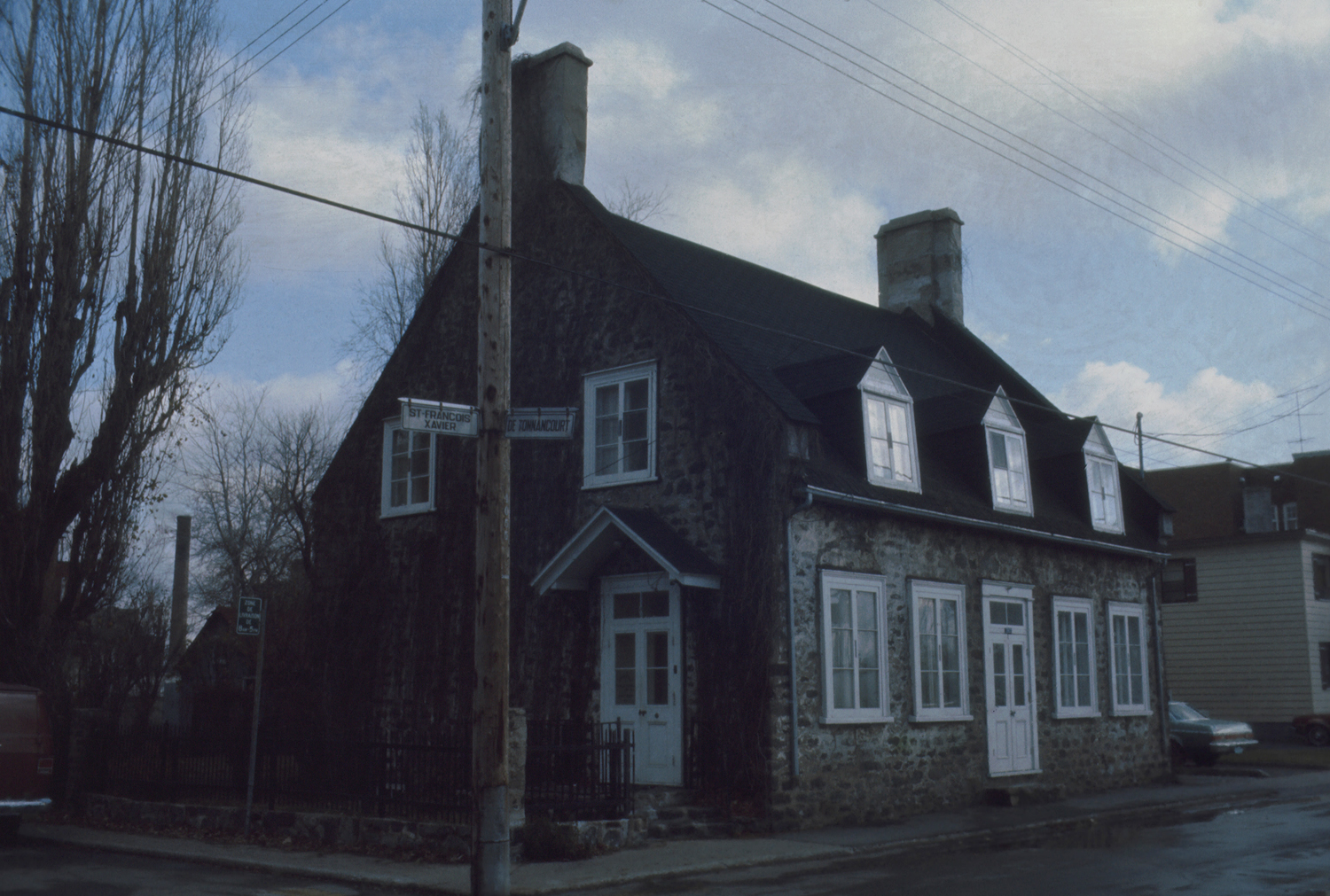
Maison Fugère à Trois-Rivières

L'architecture québécoise se caractérise par la juxtaposition de l'ancien et du nouveau à travers une grande variété de styles et l'héritage de deux colonisations successives, d'abord française, souvent d'inspiration normande et du Nord de la France, ensuite anglaise, ainsi que de l'influence américaine venant du sud.  
L'histoire a ainsi créé un tissu urbain éclectique que l'on retrouve dans plusieurs villes de la province. Il existe aussi une architecture vernaculaire se caractérisant par des éléments comme la cuisine d'été, le tambour, la construction en pièce sur pièce, la présence de bardeaux de cèdre ou encore la tôle à la canadienne.  
En ce qui concerne les milieux ruraux traditionnels, les changements sont d'autant plus marqués. Avant d'être des villes, les maisons de campagnes, qui formèrent tranquillement des agglomérations, ont également connu leur évolution architecturale. Les premiers défis que rencontrèrent les colons furent alors de parvenir à une isolation adéquate de leurs maisons pour faire face à l'hiver québécois. Bien loin des fioritures en tous genres, la maison se devait d'abord d'être un lieu pratique, cherchant à synthétiser les savoirs acquis en Europe et les besoins locaux en termes de construction.  

## Histoire

### Le style classique (XVIIe–XVIIIesiècles)

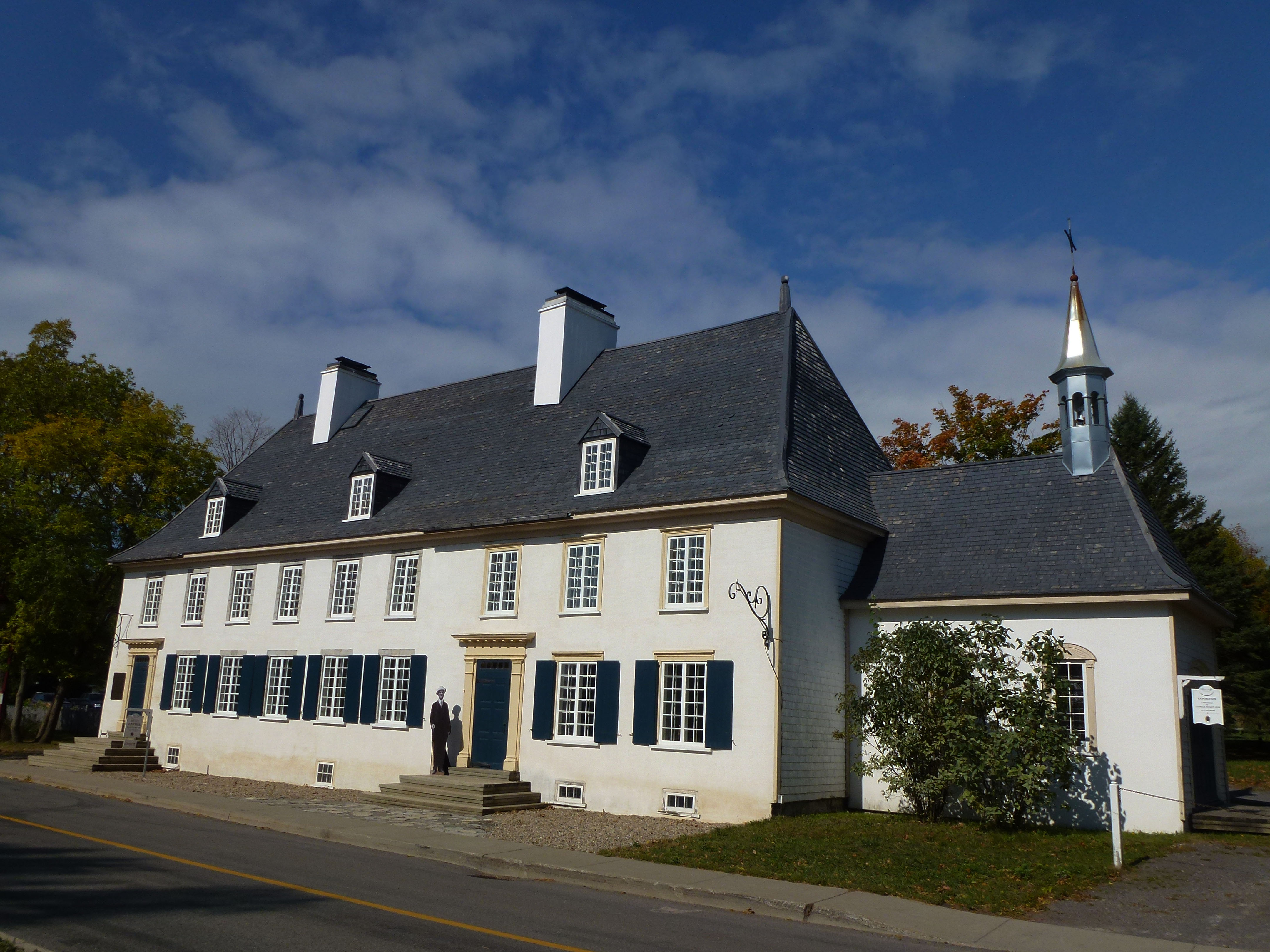
Manoir Mauvide-Genest à Saint-Jean-de-l'Île-d'Orléans (1734)

Les colonies initiales de la Nouvelle-France étaient surtout constitués de postes de traite en bois à l'architecture sommaire. Des bâtisses urbaines plus complexes commencèrent à être bâties durant le XVIIe siècle, particulièrement à Québec mais aussi à Montréal et Trois-Rivières. Les bâtiments importants de cette époque sont construits en pierres et tentent de respecter les codes du classicisme alors en vogue en France sous le règne de Louis XIV, tout en s'adaptant aux conditions locales. Certains auteurs parlent donc de style colonial français pour souligner l'écart d'avec les constructions métropolitaines. On peut nommer à ce titre le séminaire de Québec, l'hôpital général de Québec, la maison Saint-Gabriel ou encore la maison Blanche du monastère des Ursulines de Trois-Rivières. Le Vieux-Québec comprend une grande concentration de bâtisses coloniales françaises.

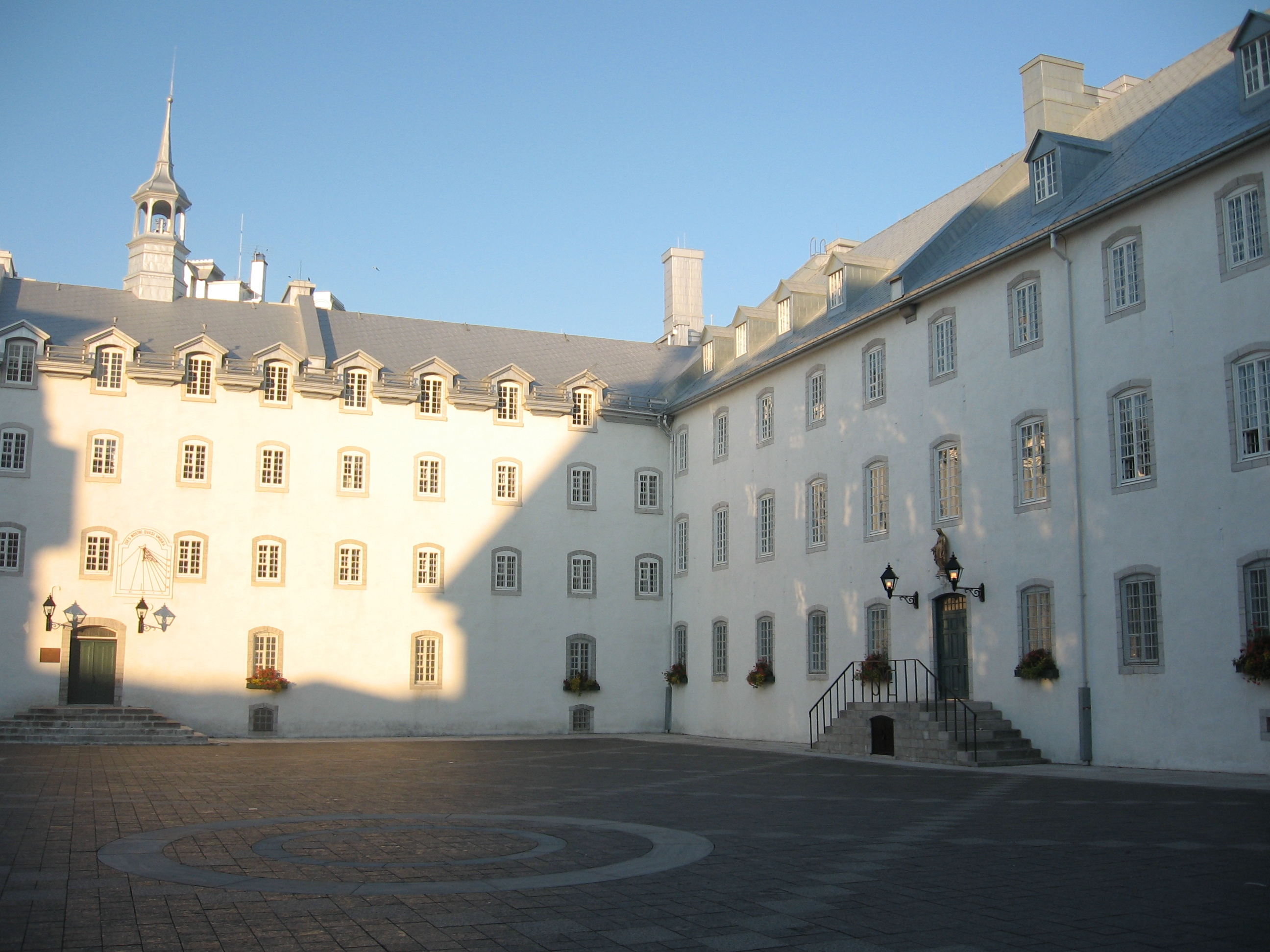
Séminaire de Québec (1663)

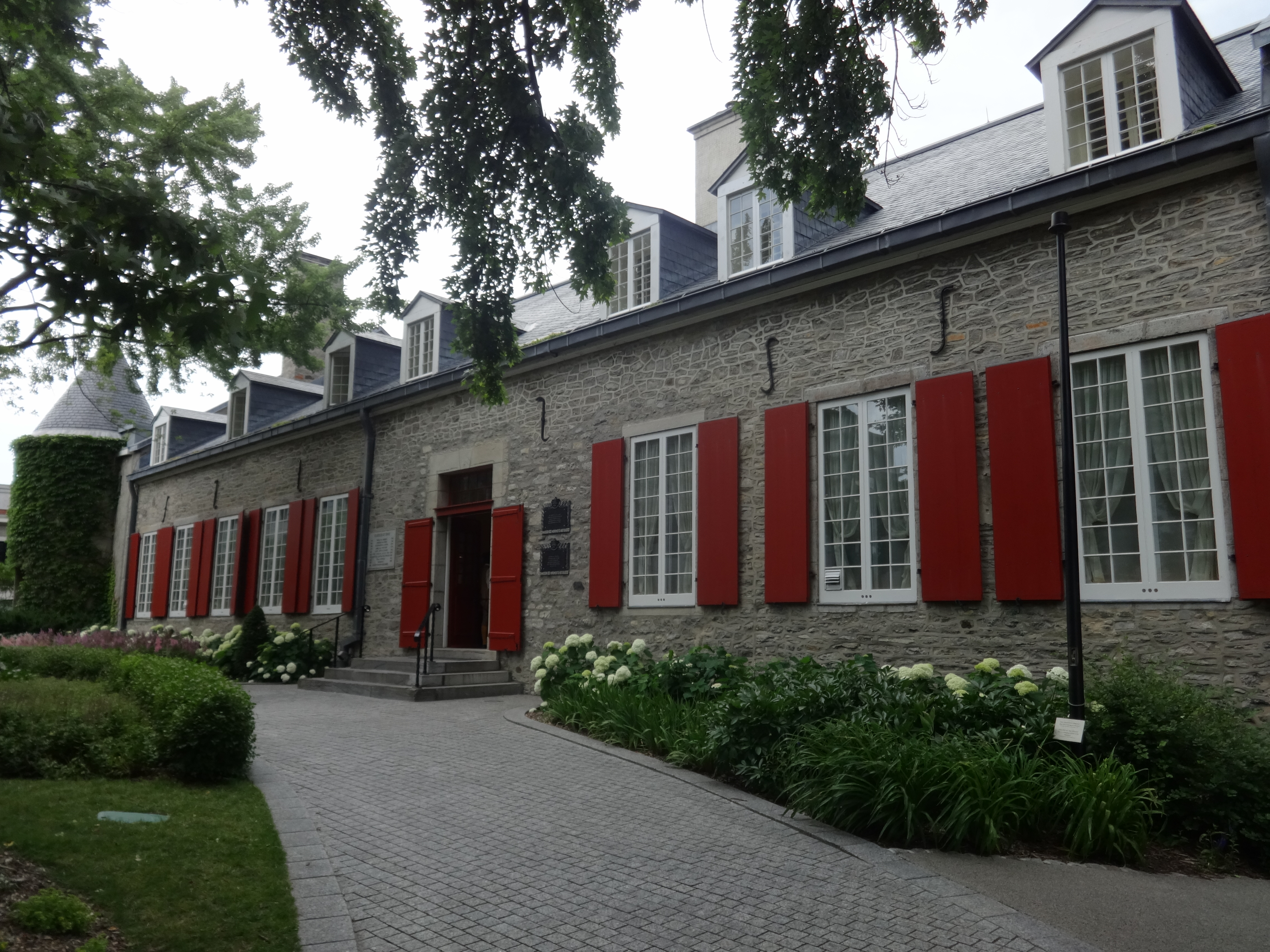
Château Ramezay (1705)

### Les styles britanniques et le néo-classicisme québécois (XIXesiècle)

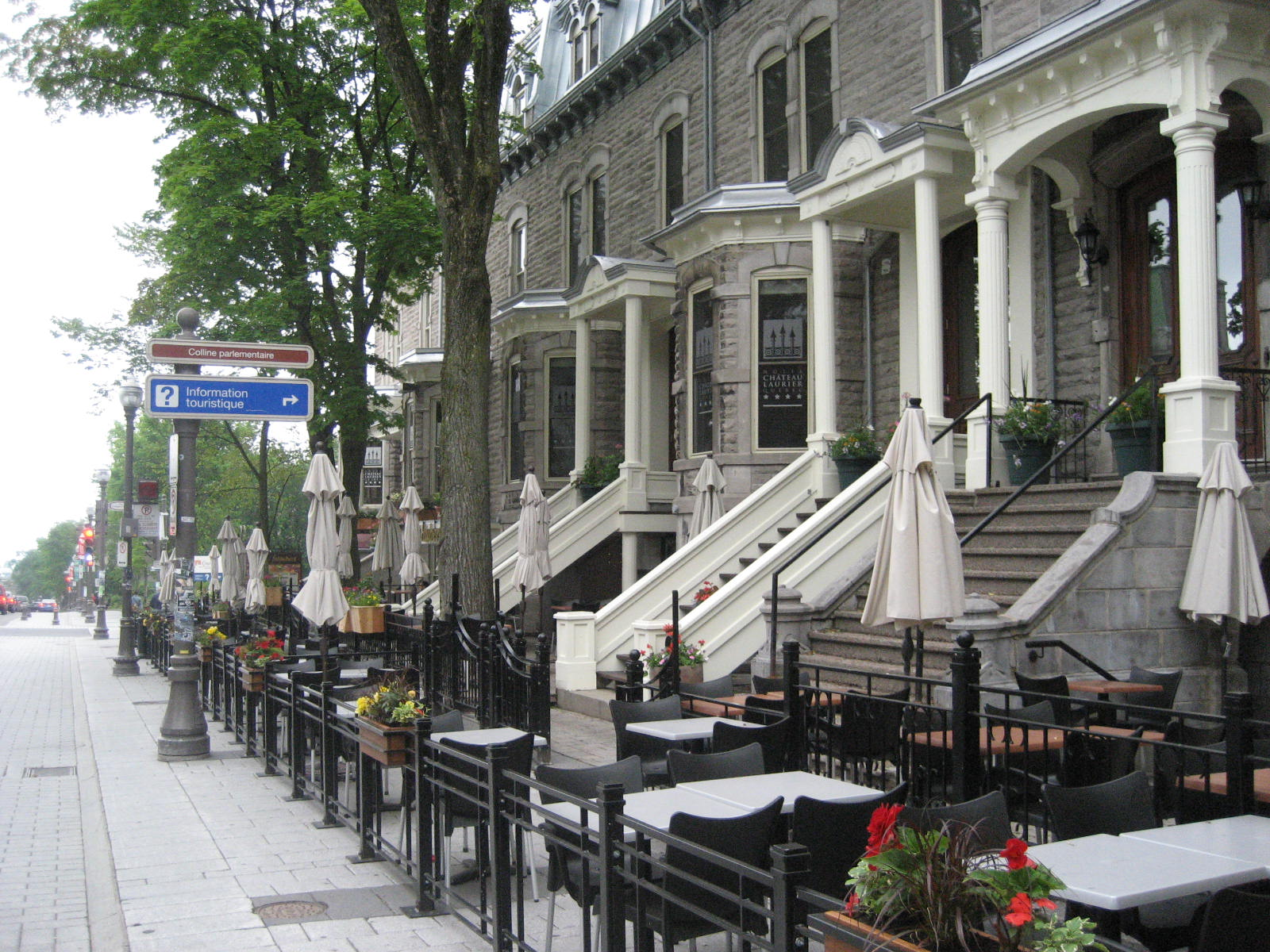
Maisons victoriennes converties en commerces sur la Grande Allée à Québec.

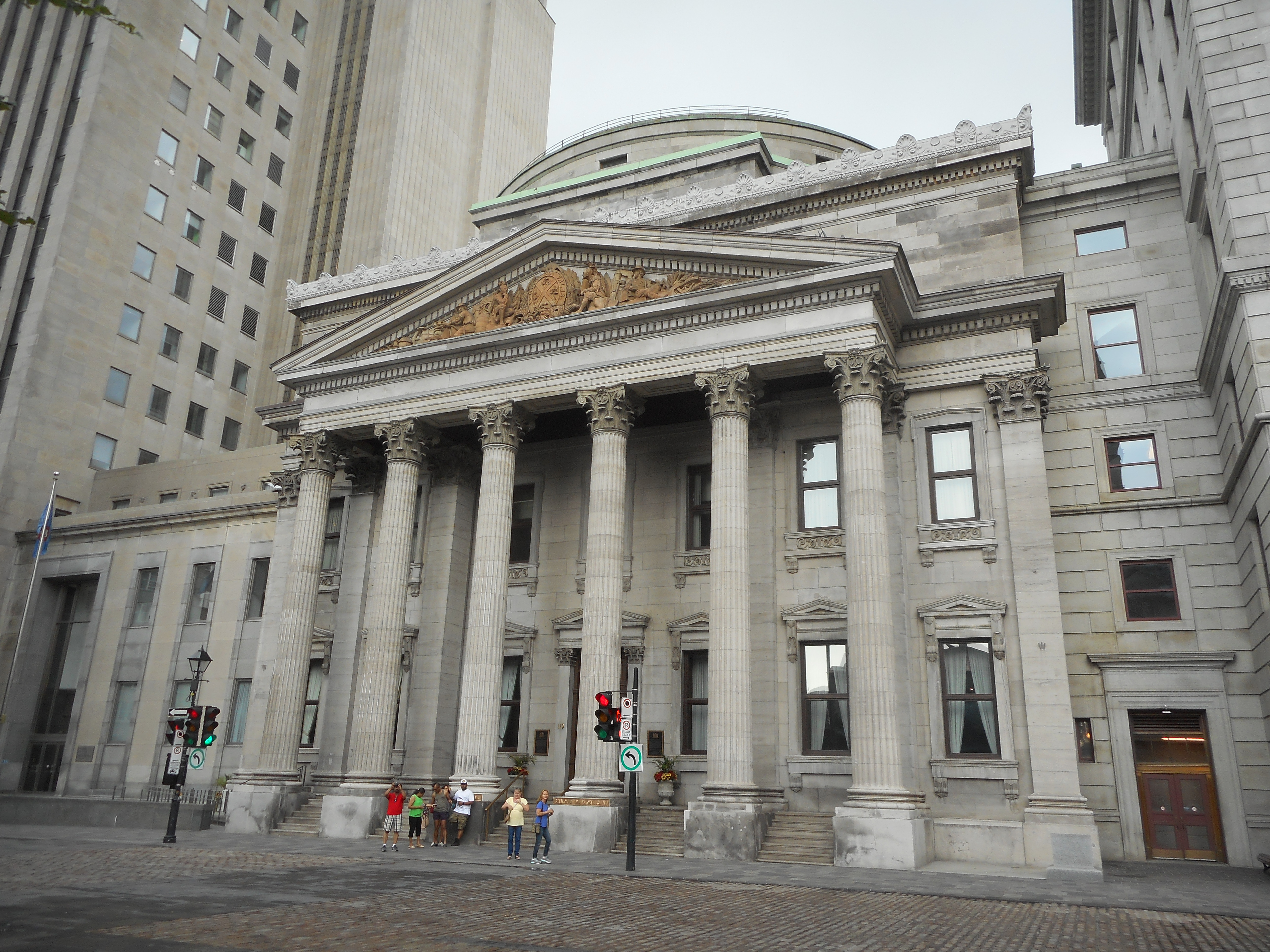
Édifice de la Banque de Montréal (1847) de style néo-classique.

L'architecture reste assez semblable à la suite de la Conquête, notamment en raison de la faiblesse de l'immigration anglo-saxonne au cours du XVIIIe siècle. De nombreux bâtiments détruits ou endommagés par la guerre sont ainsi reconstruits en suivant les traditions françaises, notamment les églises. L'influence britannique se fait véritablement sentir à partir du XIXe siècle dans les villes. Au même moment, des loyalistes fondent des villages au style vernaculaire de Nouvelle-Angleterre dans les Cantons-de-l'Est. Les immigrants britanniques ainsi que les marchands importent les styles en vogue au sein de l'empire, notamment le style paladin (en lequel l'on rénovera le château Saint-Louis), le style néo-classique (comme la Cathédrale de la Sainte-Trinité de Québec), le style néogothique (telle la Basilique Saint-Patrick de Montréal), et l'architecture victorienne en général, tant commerciale que résidentielle, qui marquera d'importants pans des villes de Québec et de Montréal.

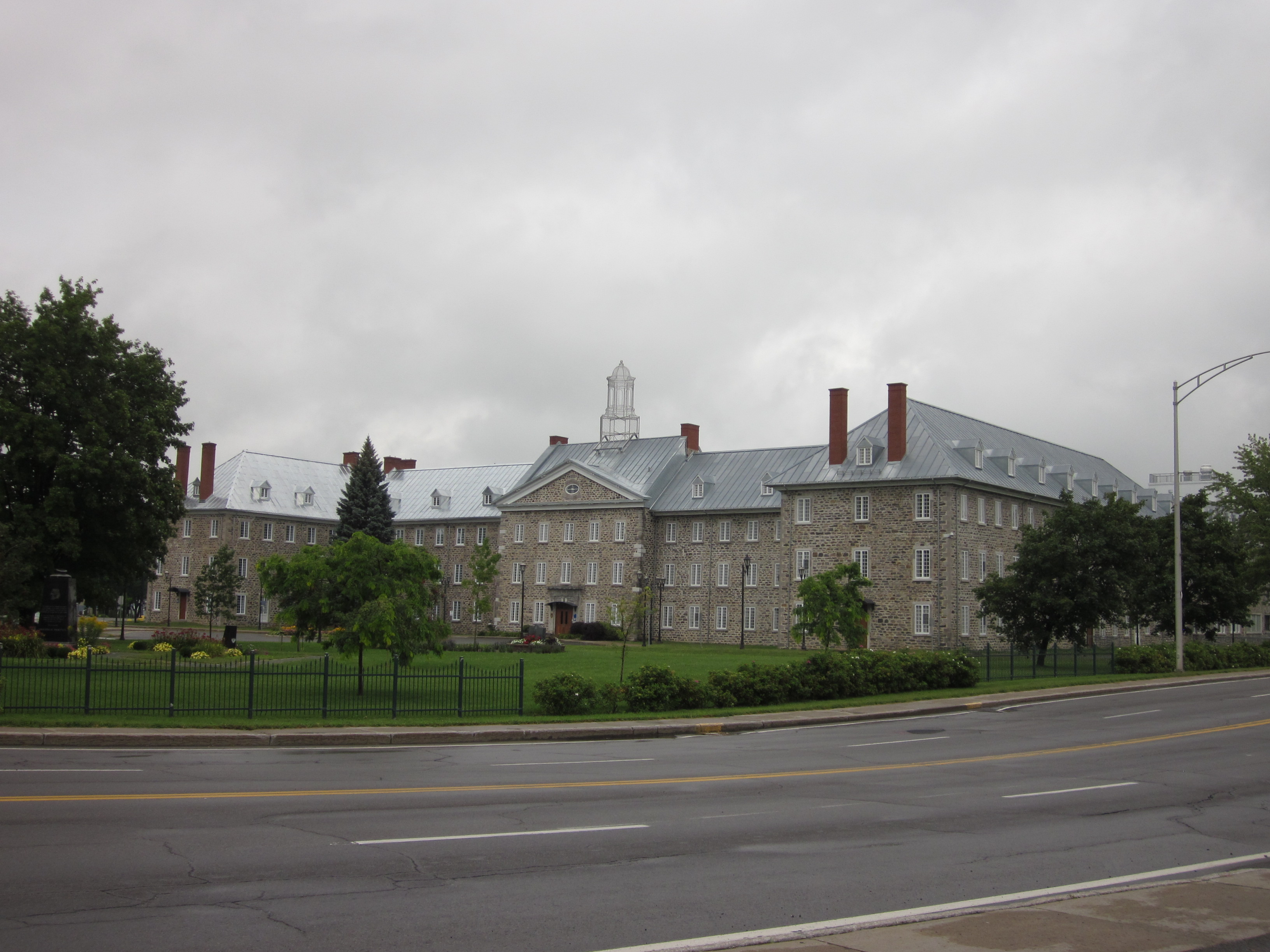
Séminaire de Nicolet (1827) de style néo-classique québécois

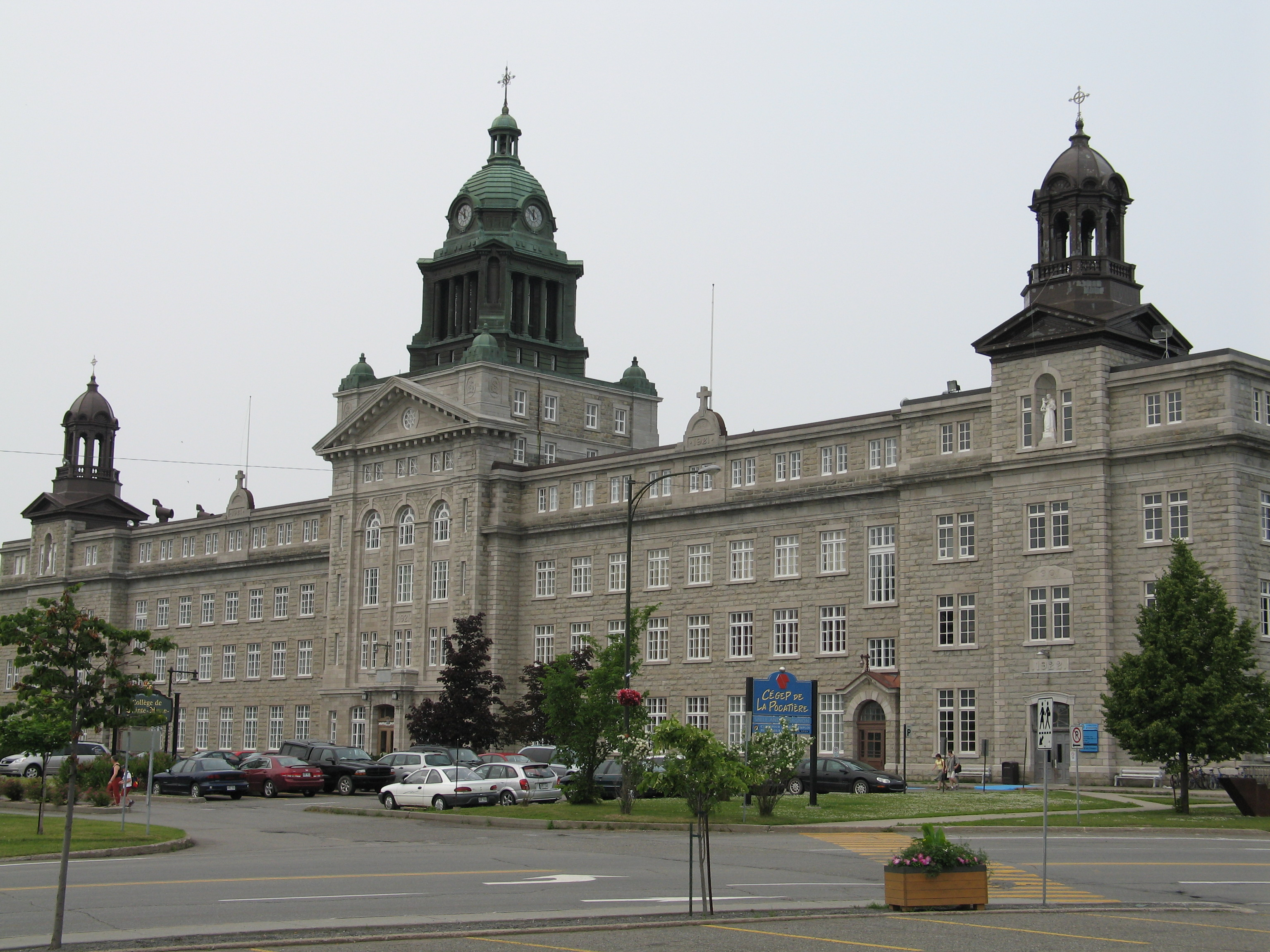
Collège de Sainte-Anne-de-la-Pocatière (1913) exemple de la continuité des canons classiques et néo-classiques au XXe siècle

Ces styles influencent aussi les constructions de la population francophone. Ainsi dès 1824 la basilique Notre-Dame de Montréal est mise en œuvre sous des préceptes néogothiques. C'est cependant le style néo-classique qui aura la plus grande influence, à tel point que l'on parlera de néo-classicisme québécois. Ce style est notamment à rapprocher de l'architecte Thomas Baillargé. Il consiste à combiner des éléments néo-classiques comme des frontons et des colonnes aux lignes épurées et symétriques du style classique des siècles précédents. On peut nommer à ce titre l'hôtel du parlement de 1831, aujourd'hui détruit et qui était situé au parc Montmorency, ou encore l'église Sainte-Geneviève de Montréal (1843). Le néo-classicisme aura aussi une influence sur l'architecture vernaculaire.  

### Influence américaine: le style Second Empire et le style château (fin duXIXesiècleet début duXXesiècle)

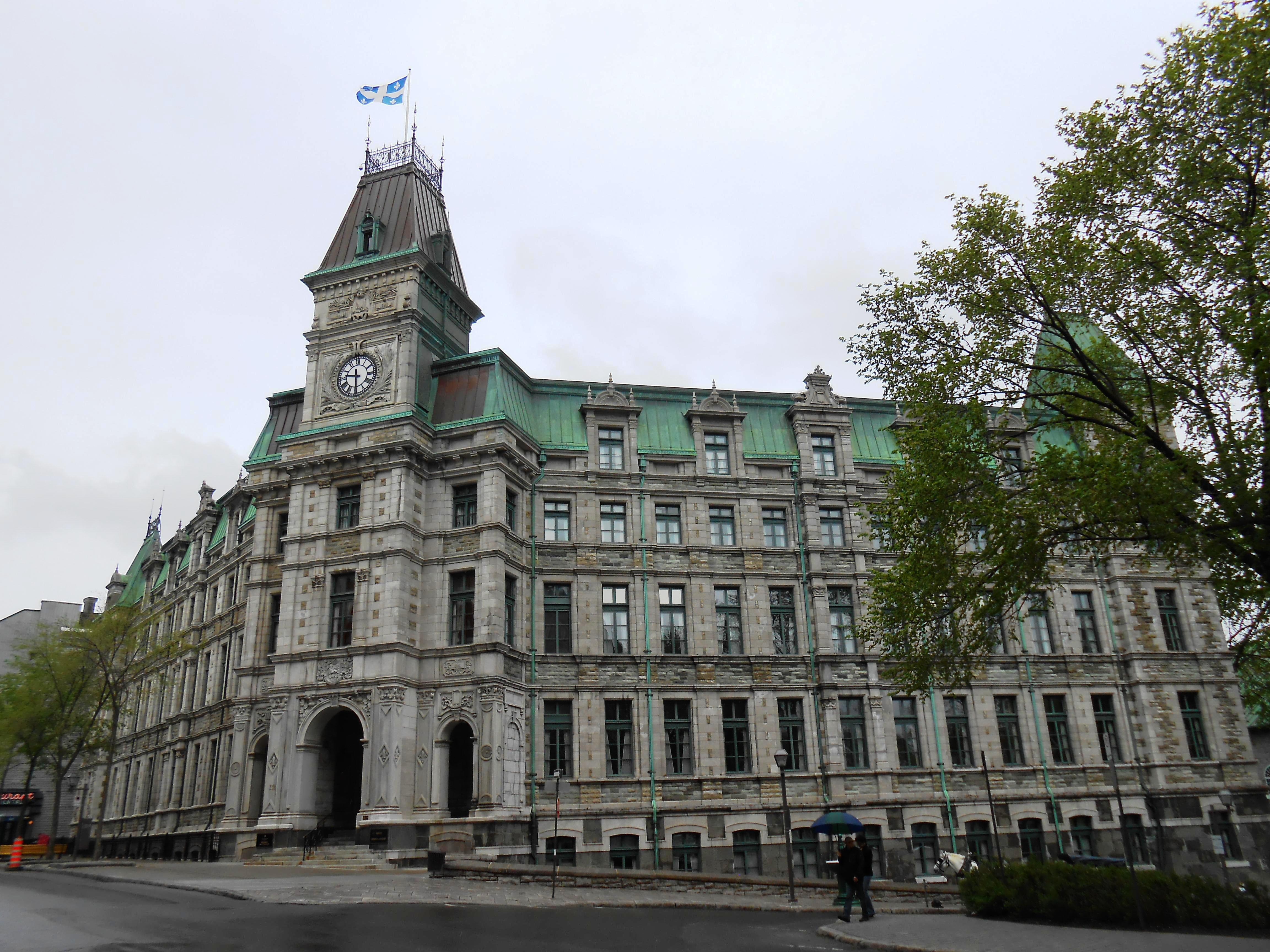
Palais de justice de Québec (1887) de style Second Empire

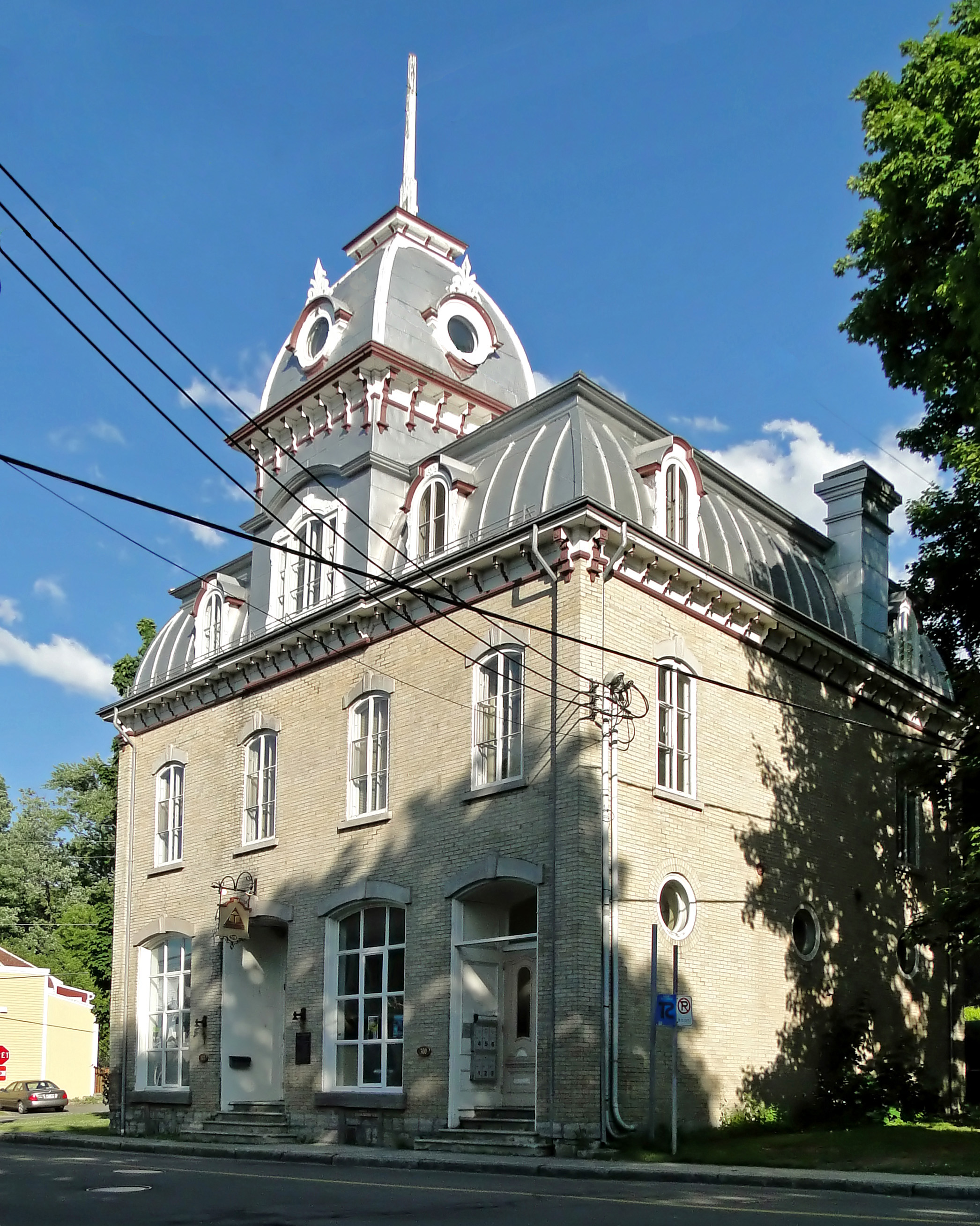
Ancien hôtel de ville de Lauzon (1875) de style Second Empire

À la fin du XIXe siècle des courants architecturaux en provenance des États-Unis font leur apparition au Québec. À cette époque, les Américains sont fortement influencés par les innovations stylistiques développées en Europe occidentale. Le style Second Empire américain est ainsi inspiré des réalisations architecturales françaises sous Napoléon III. Ces nouveaux styles s'importèrent au Québec à la fin du XIXe siècle. On compte à ce titre l'hôtel de ville de Montréal (1872),  l'hôtel du parlement du Québec (1877) ou encore le vieux couvent de Saint-Roch-de-l'Achigan (1881).

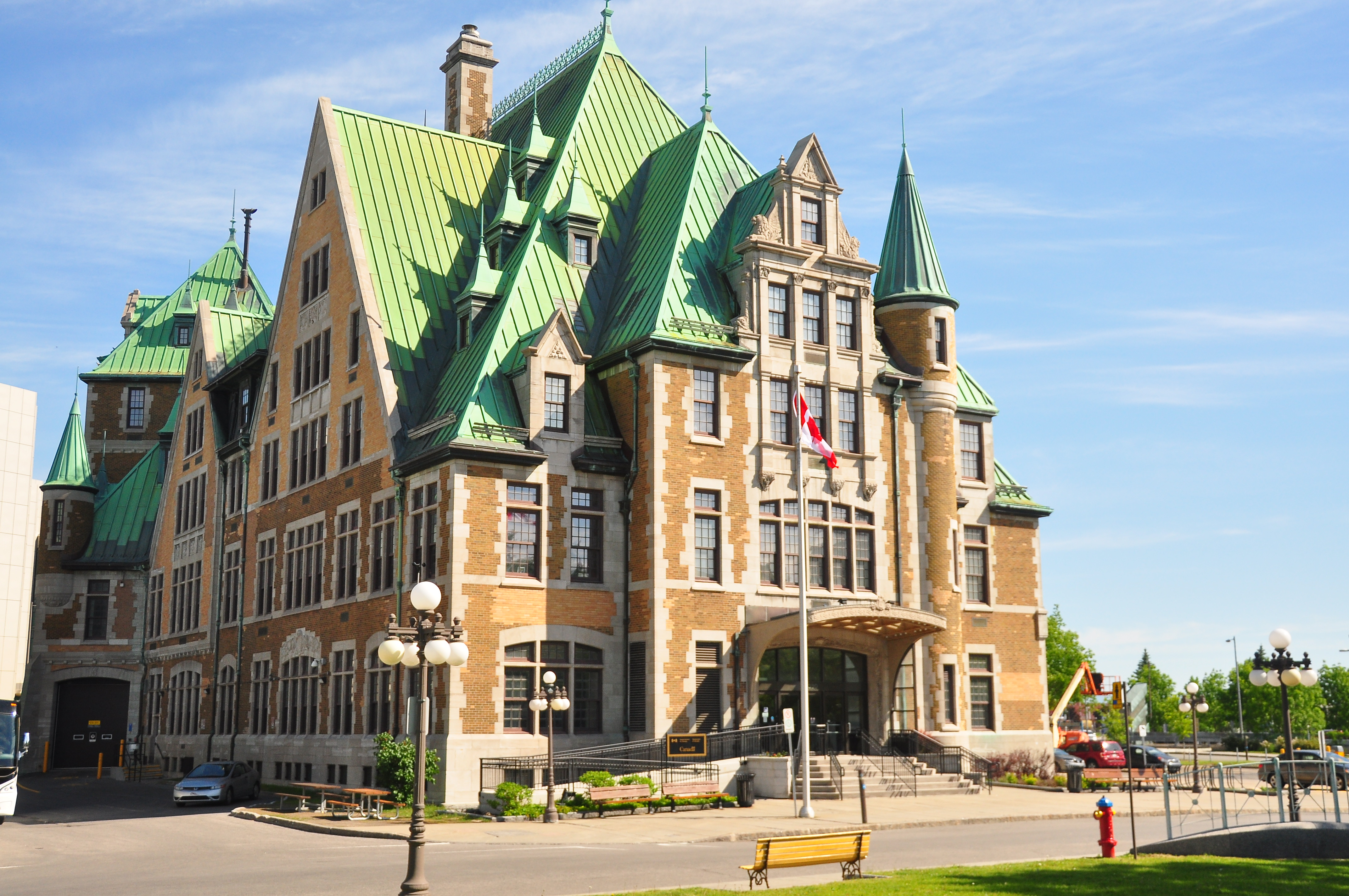
Gare du Palais (1915) de style Château

Un autre style américain en vogue à la même époque est le style château, qui s'inspire des châteaux de la Loire. Il caractérise le manège militaire de Québec (1885), la gare Viger de Montréal (1896) et le château Frontenac (1893), parmi d'autres. 
Les premiers gratte-ciels construits au Québec le seront d'après des idées américaines. Ainsi l'édifice New York Life de Montréal (1888) respecte le style roman richardsonien. 

### Art-Déco
Un représentant de ce style : l'édifice Price de Québec (1928), d'architecture art déco.
Les constructions Art-Déco, malgré l'intérêt historique et artistique qu'elles présentent peuvent être victimes de démolition. À titre d'exemple de ces destructions dommageables, le bâtiment de 1936-1937 de l'architecte Antoine Courtens à Sainte-Marguerite-du-Lac-Masson, l'Estérel.

### Modernisme

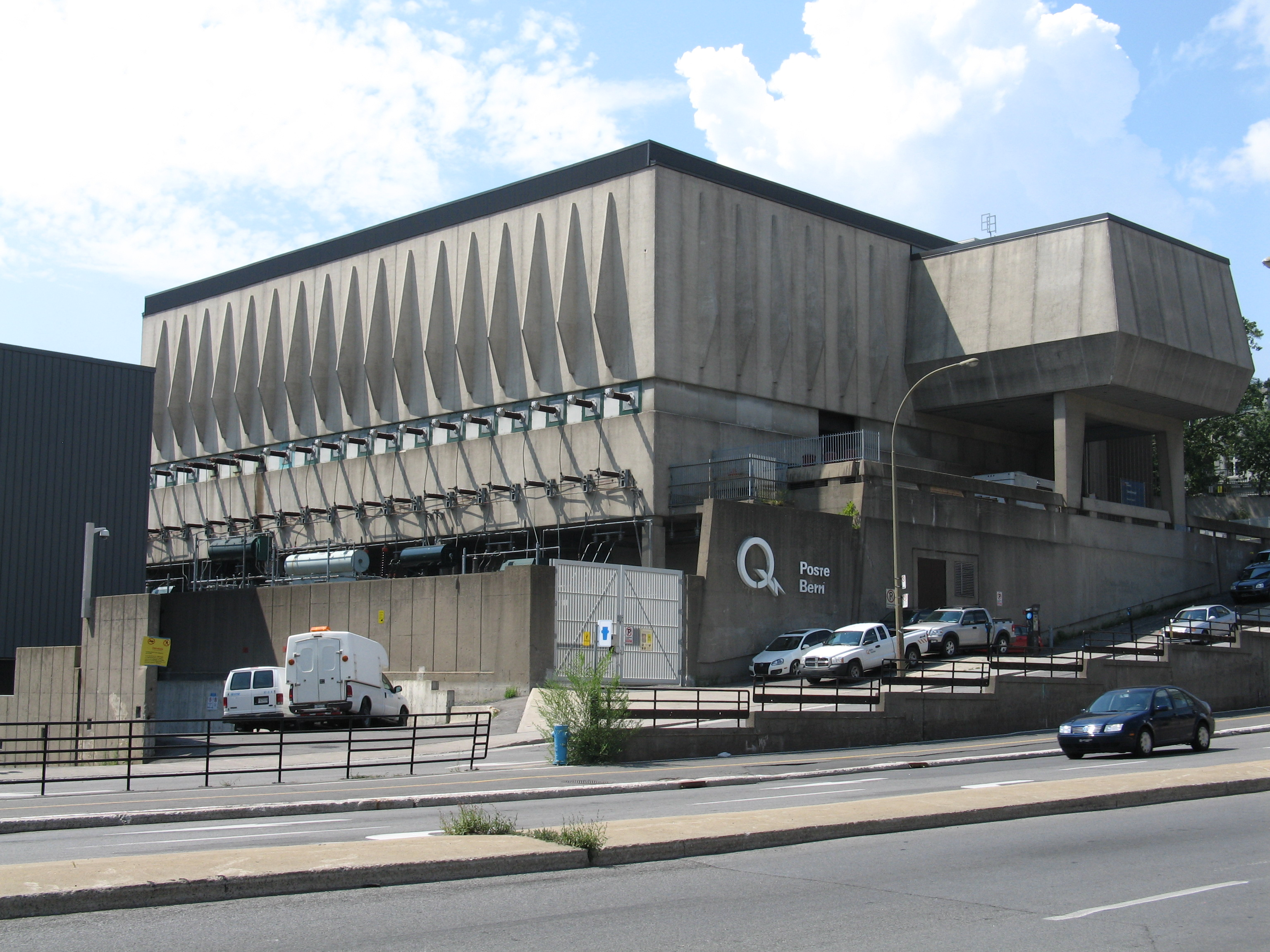
Poste Berri d'Hydro-Québec à Montréal, de style brutaliste.

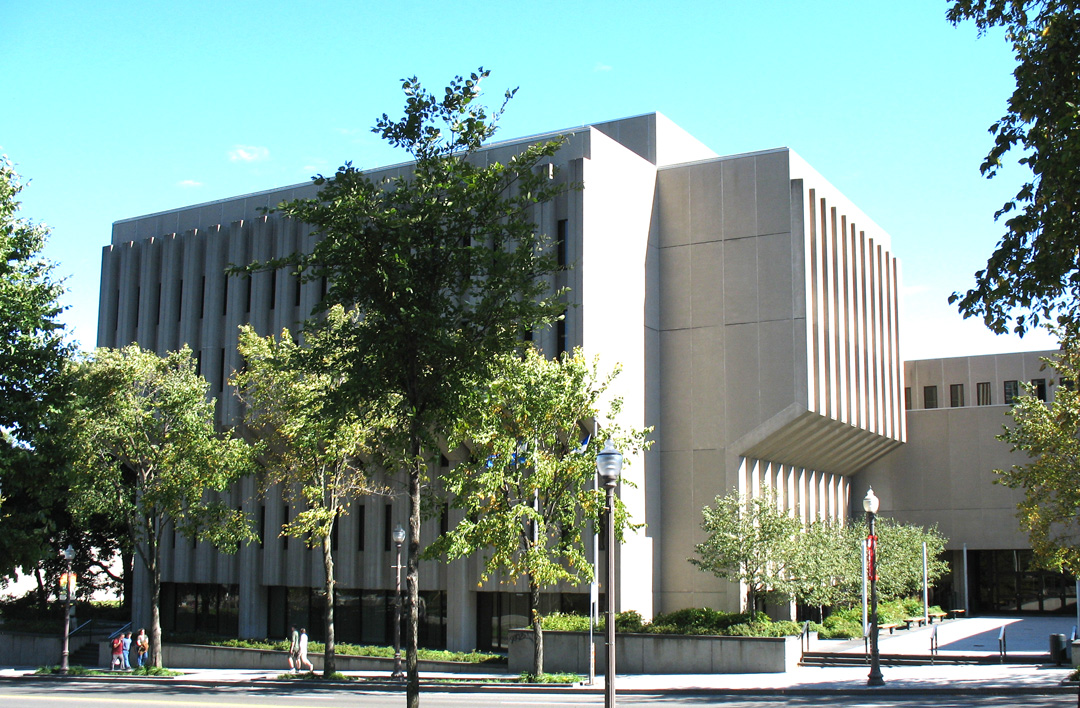
Édifice Jean-Talon à Québec, également de style brutaliste.

Durant les années 1960 et les suivantes, l’architecture québécoise prend un virage moderniste. Ce mouvement est particulièrement marquant à Montréal à la suite de l’Expo 67 et des Jeux olympiques d'été de 1976. Le brutalisme est un style très présent durant cette période.
Les édifices modernes les plus connus au Québec se trouvent principalement à Montréal. Le métro de Montréal est bien connu pour son design ; à l’instar des métros de Moscou et de Stockholm, chacune de ses stations est unique et intègre des œuvres d’art à l’architecture. On retrouve aussi l’édifice d’Habitat 67 de Moshe Safdie, le pavillon américain (aujourd’hui la Biosphère) de Buckminster Fuller, tous deux construits pour l’Expo 67, la Place Ville-Marie (1962) de Ieoh Ming Pei et le Stade olympique du Français Roger Taillibert. On retrouve aussi deux édifices de Ludwig Mies van der Rohe, le Westmount Square (1968) et la station de service Esso sur l’île des Sœurs.
Le pont de Québec est le pont en porte-à-faux le plus long au monde.

## Architecture vernaculaire

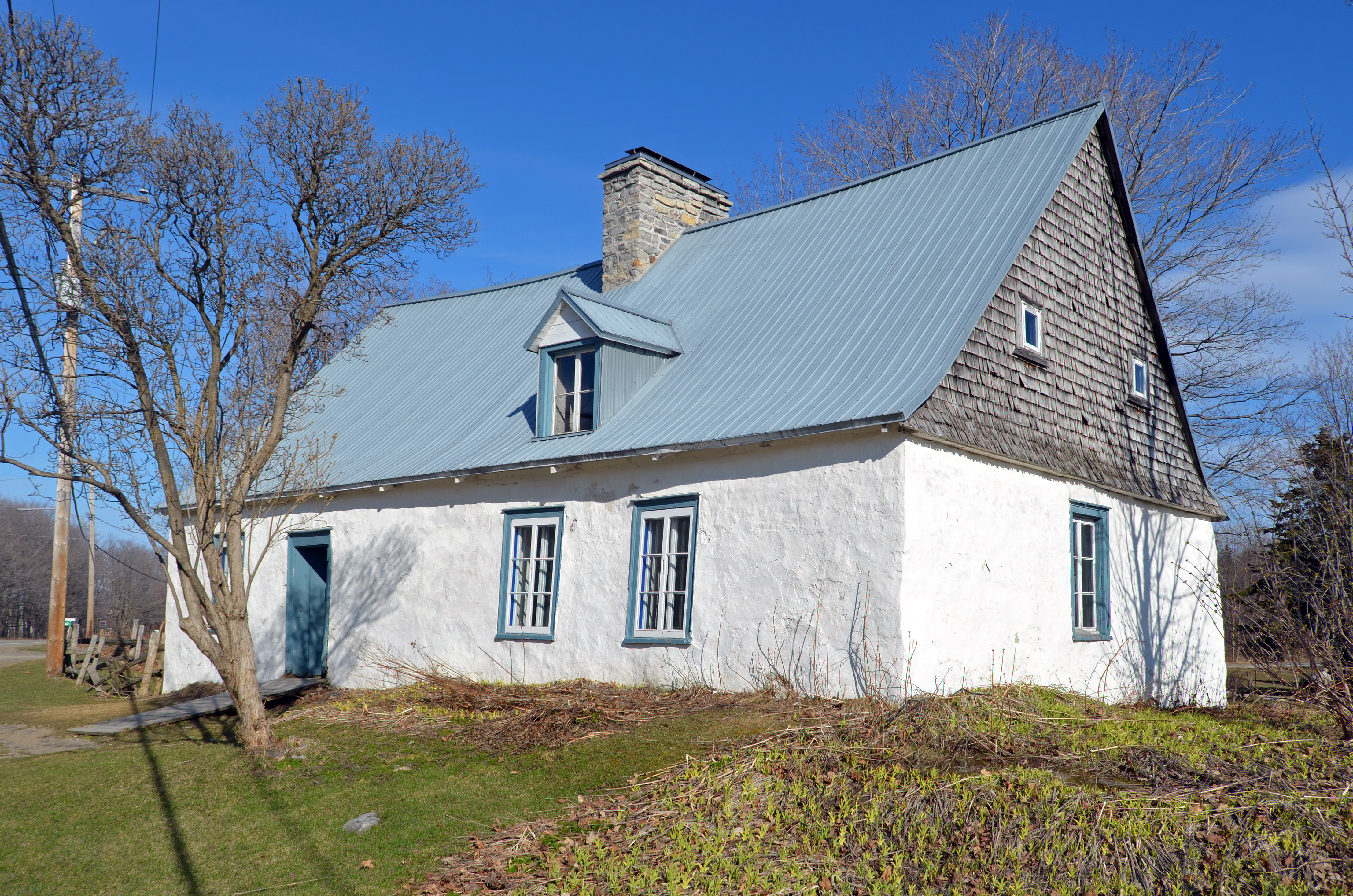
Maison Drouin à Sainte-Famille-de-l'Île-d'Orléans

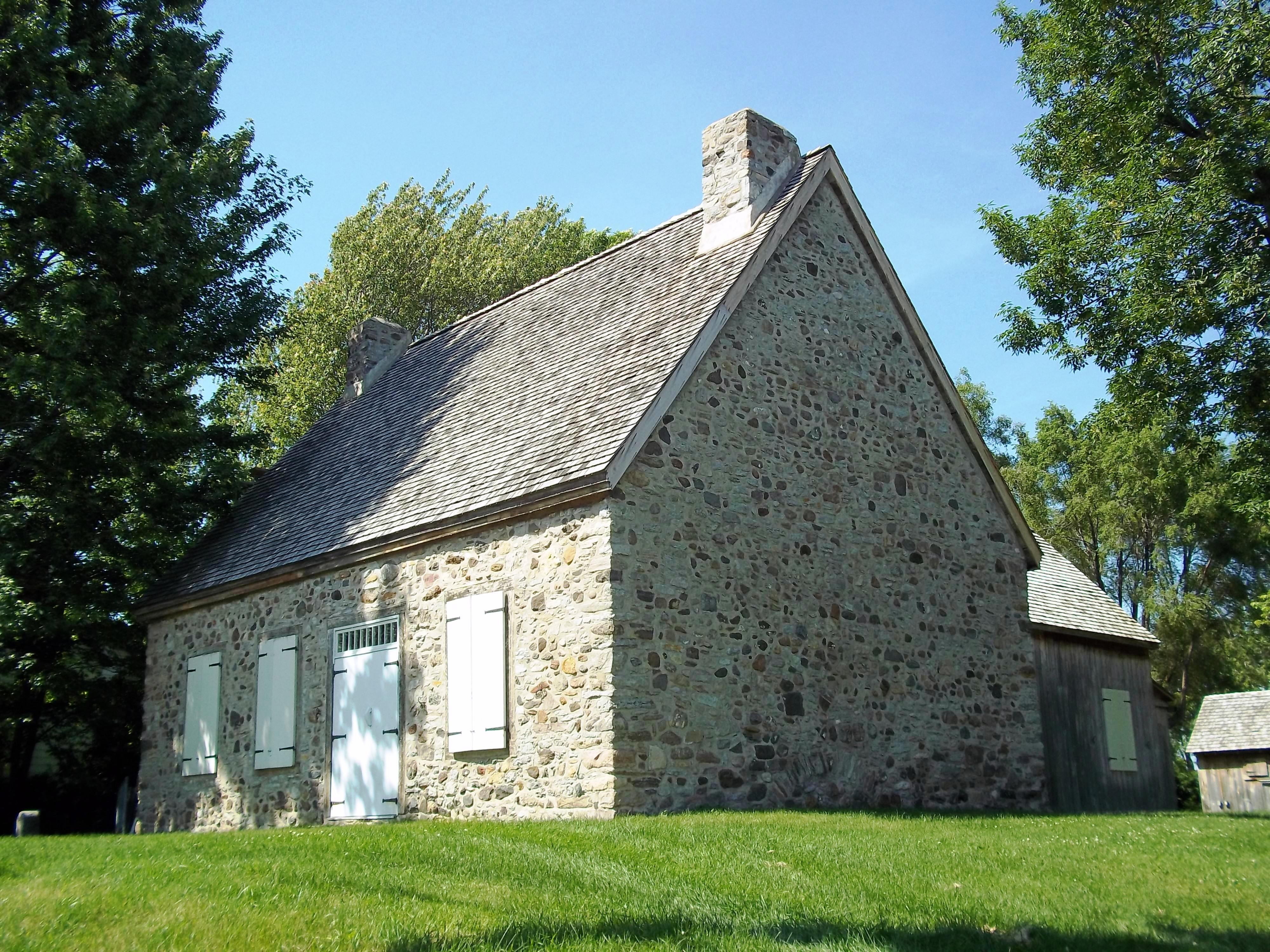
Maison LeBer-LeMoyne à Lachine

Il existe plusieurs centaines de maisons familiales rurales construites à l'époque de la Nouvelle-France. Il s'agit de structures rectangulaires d'un étage, mais avec un toit haut et escarpé. Cette conception de toit servait entre autres à empêcher l'accumulation de neige. Les maisons étaient alors construites généralement en bois, bien que celles qui sont parvenues jusqu'à nous sont presque toutes construites en pierres. Elles sont à la base de ce qui deviendra l'architecture vernaculaire des siècles suivants. Les seigneurs construisaient quant à eux des maisons spacieuses, mais moins luxueuses que celles des aristocrates européens.
La maison de l'agriculteur de la Nouvelle-France demeure un symbole du nationalisme québécois.

## Architecture religieuse

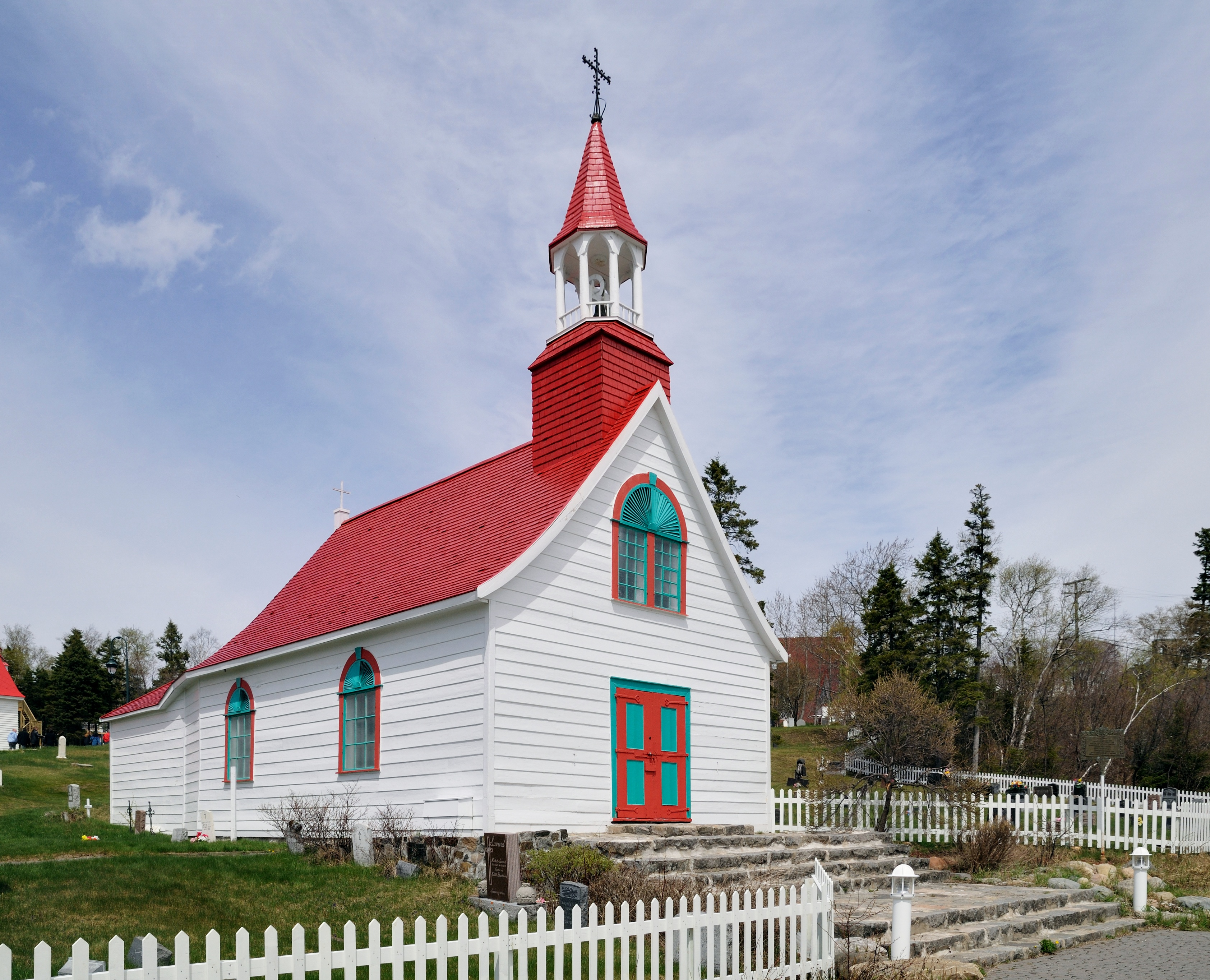
La Chapelle de Tadoussac domine l'embouchure de la rivière Saguenay. Construite en 1747, elle est la plus ancienne église de bois encore debout en Amérique du Nord.

Célèbre pour son patrimoine religieux, le Québec possède certaines des plus belles églises catholiques d'Amérique du Nord. L’on ne dénombre pas moins de 3 902 lieux de culte dispersés à travers la province.

### Rite catholique romain
Les églises catholiques et autre lieux de culte suivent généralement les codes architecturaux en vigueur lors de leur érection. On remarque au XIXe siècle une première période de suivi des tendances architecturales protestantes, puis une distanciation claire d'avec ceux-ci. On préfère ainsi au style néogothique populaire chez les anglicans le style roman, souvent avec l'apport d'autres styles tel que le style néo-Renaissance. Cela deviendra la norme des grandes réalisations religieuses jusqu'au XXe siècle. 
Les églises plus petites ont souvent reçu l'influence du néo-classicisme tout en gardant certains éléments du style classique français. Cela créa ce que certains appellent le style religieux canadien-français. 
Surnommée « la ville aux cent clochers », Montréal est réputée tant par la quantité que la diversité de ses églises. La ville compte quatre basiliques catholiques romaines : la cathédrale Marie, Reine du monde, la Basilique Notre-Dame, la basilique Saint-Patrick, l'Oratoire Saint-Joseph du Mont-Royal. L'Oratoire Saint-Joseph est la plus grande église au Canada, avec le plus grand dôme du genre au monde après celui de la basilique de Saint Pierre à Rome. Parmi d'autres églises connues, on note la Chapelle Notre-Dame-de-Bon-Secours qui est parfois appelée Église des marins.

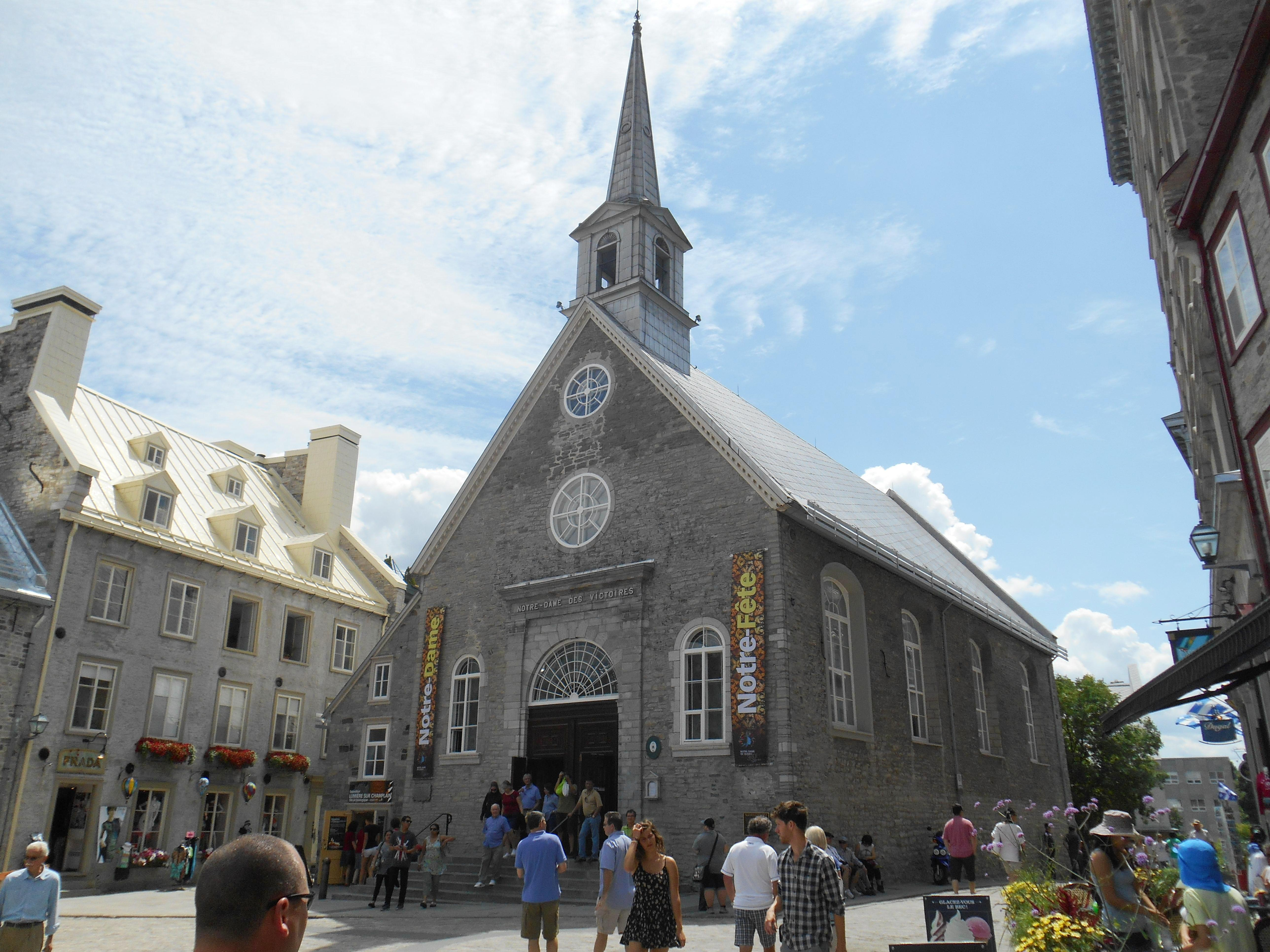
Église Notre-Dame-des-Victoires de Québec (1766) de style classique
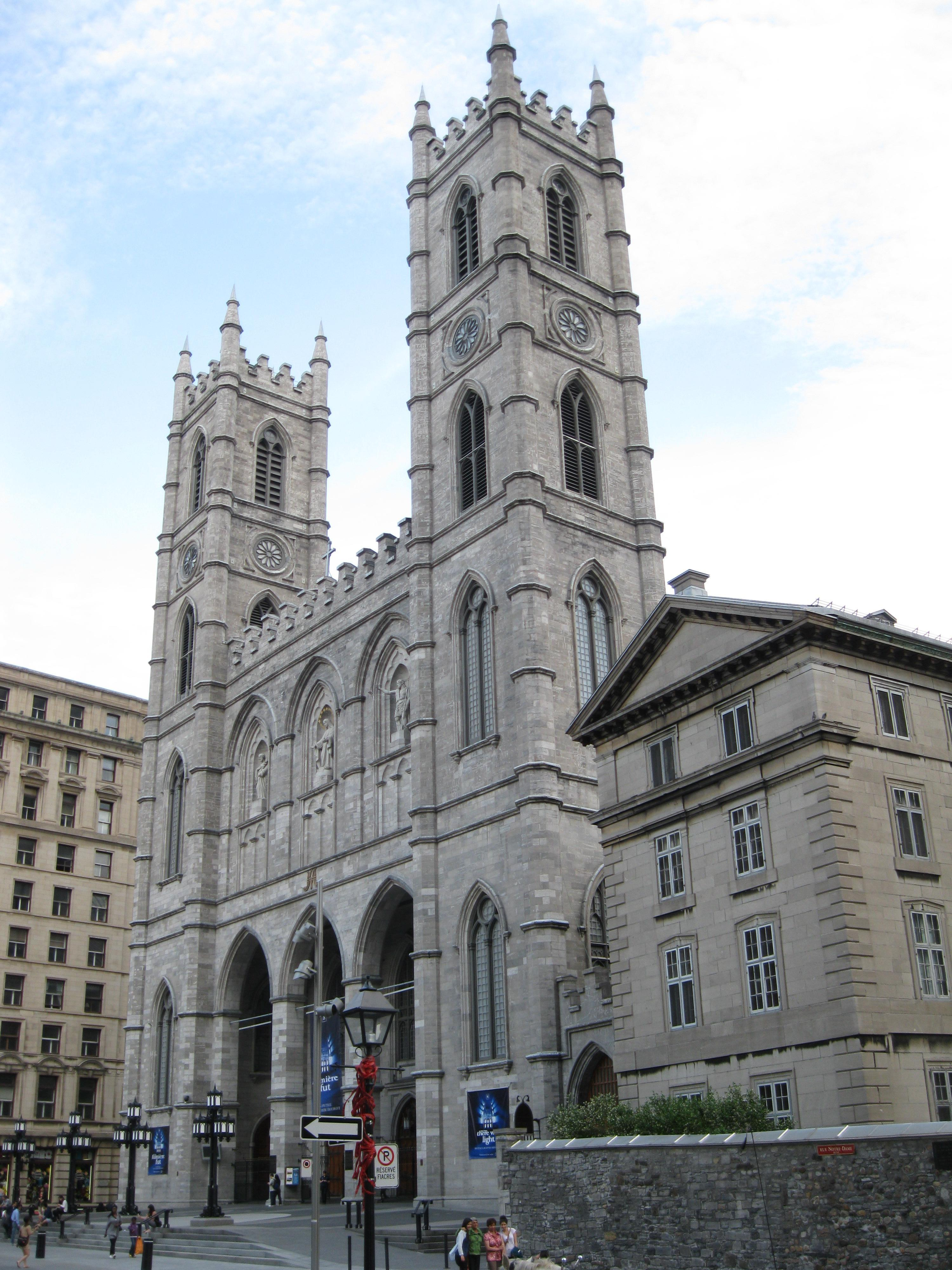
Basilique Notre-Dame de Montréal (1829) de style néogothique
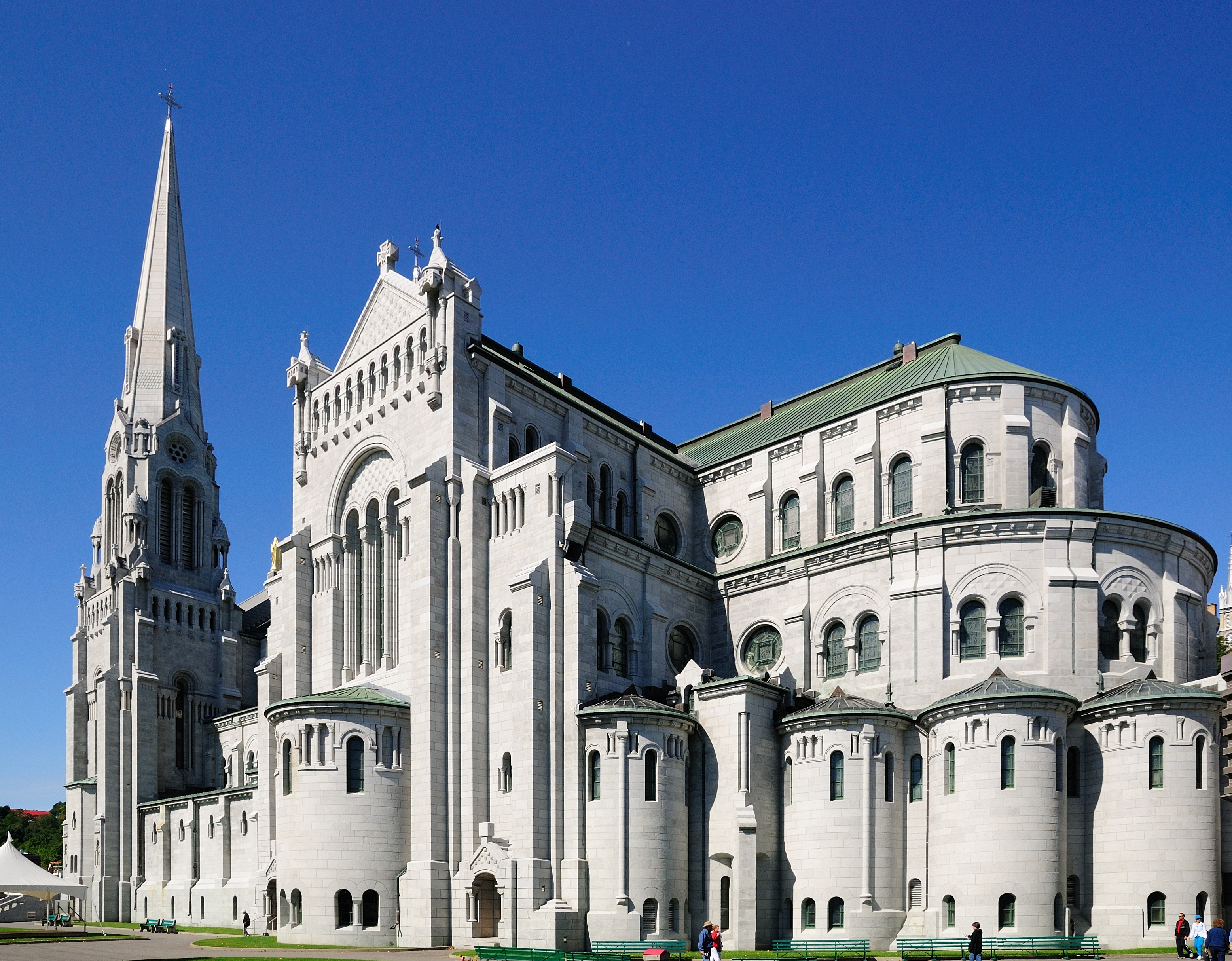
Basilique Sainte-Anne-de-Beaupré (1934) de style roman
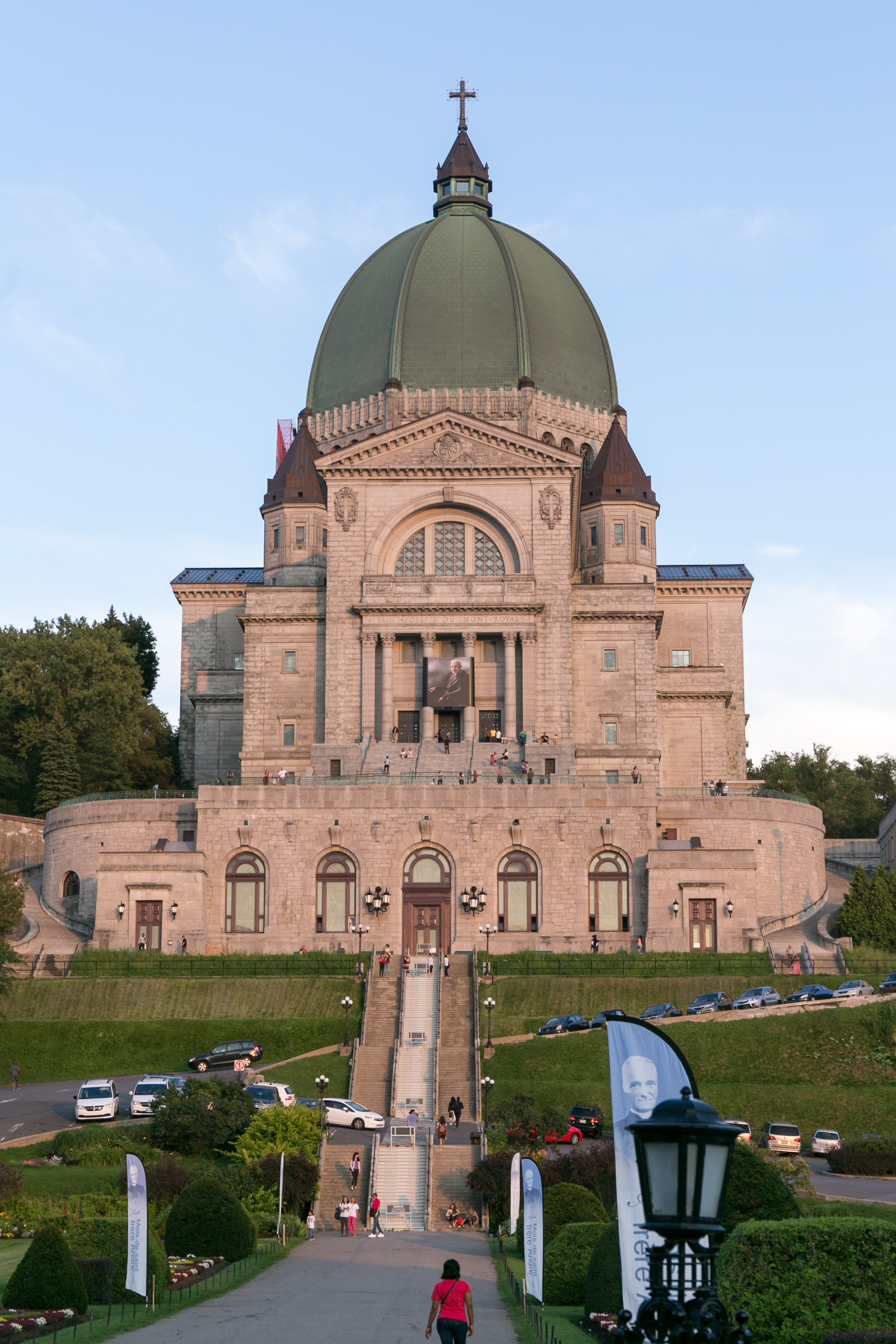
Oratoire Saint-Joseph du Mont-Royal (1967) de style néo-renaissance
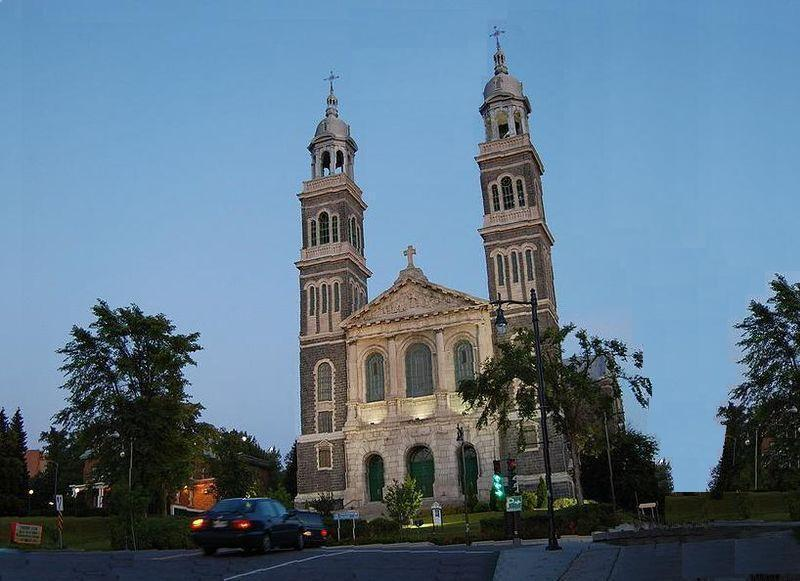
Cathédrale Saint-François-Xavier de Chicoutimi (1922) de style renaissance et roman

### Rites protestants
Après la victoire britannique à la guerre de Sept Ans, les immigrés protestants sont venus à Montréal de l'Angleterre, d'Écosse, d'Irlande et des États-Unis. Différentes églises protestantes seront construites pour répondre à la collectivité en croissance. Les deux plus importantes d'entre elles sont de Saint-James United Church et l'église anglicane Cathédrale Christ Church de Montréal. Ces églises suivent les styles alors à la mode au sein de l'empire britannique et s'inscrivent dans la continuité de ce que l'on retrouve dans les autres provinces canadiennes. On remarque entre autres la place prépondérante du style néogothique et aussi du néo-classicisme à l'américaine.

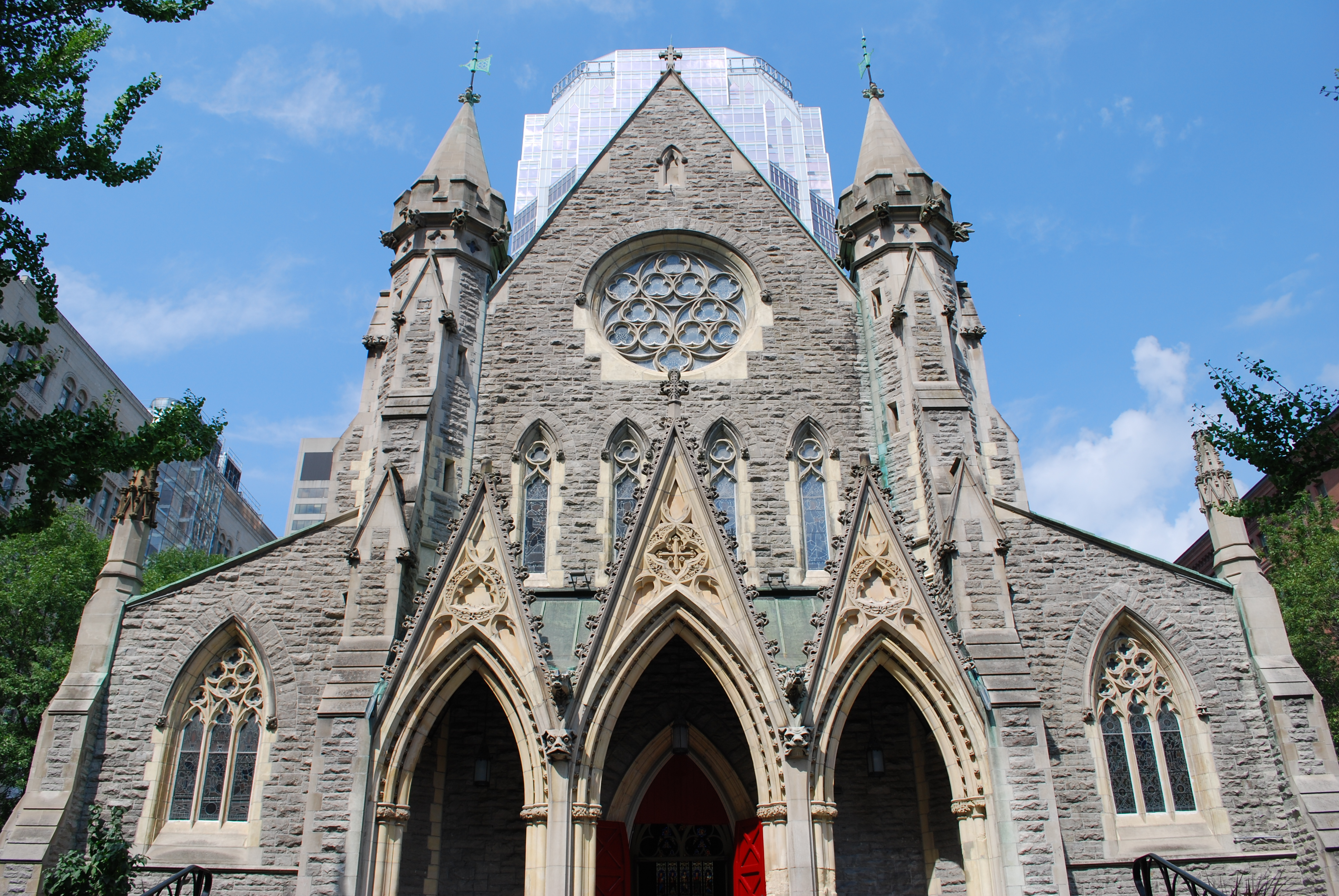
Cathédrale Christ Church de Montréal (1857) de style néogothique
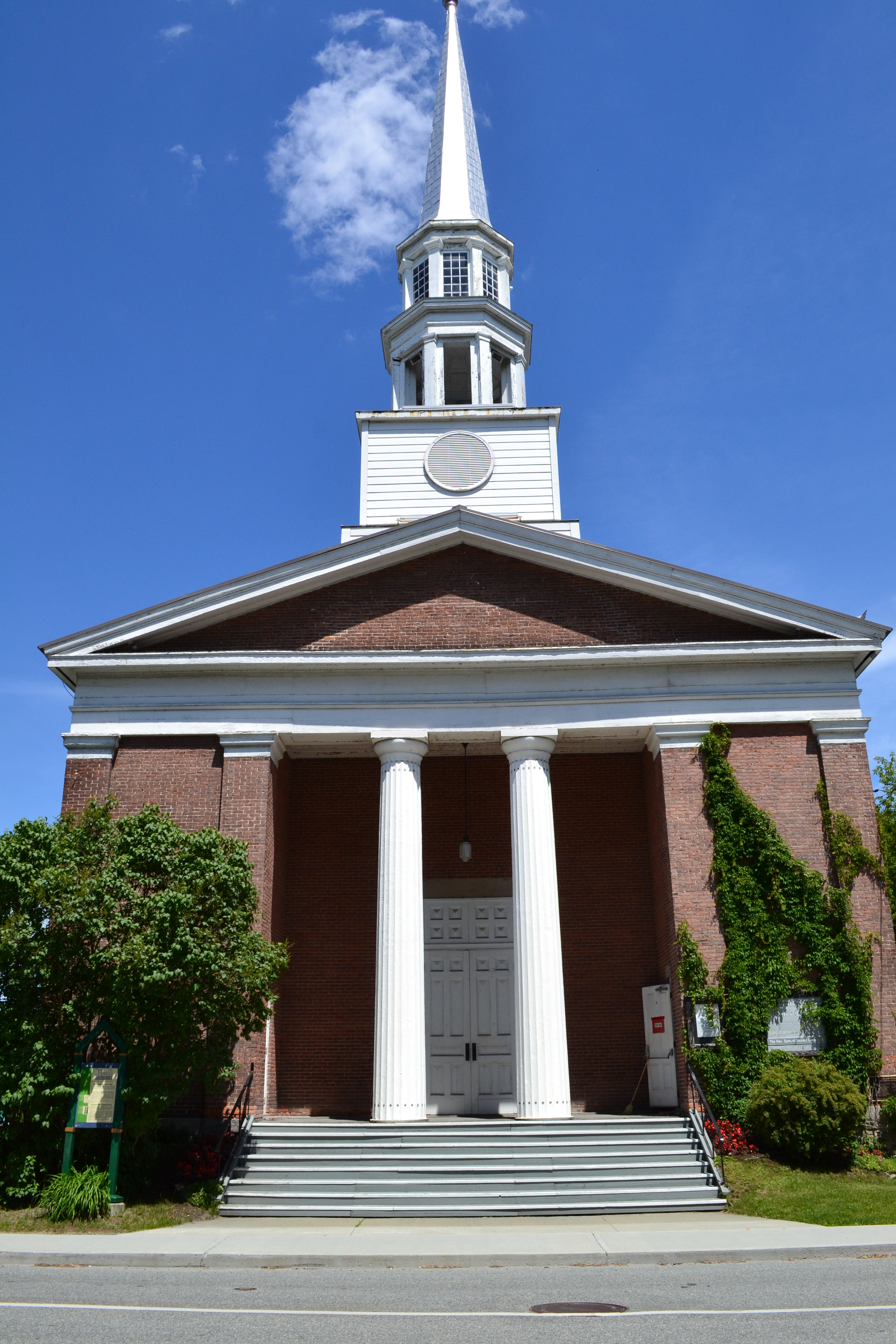
Église Plymouth Trinity de Sherbrooke (1855) de style néogrec
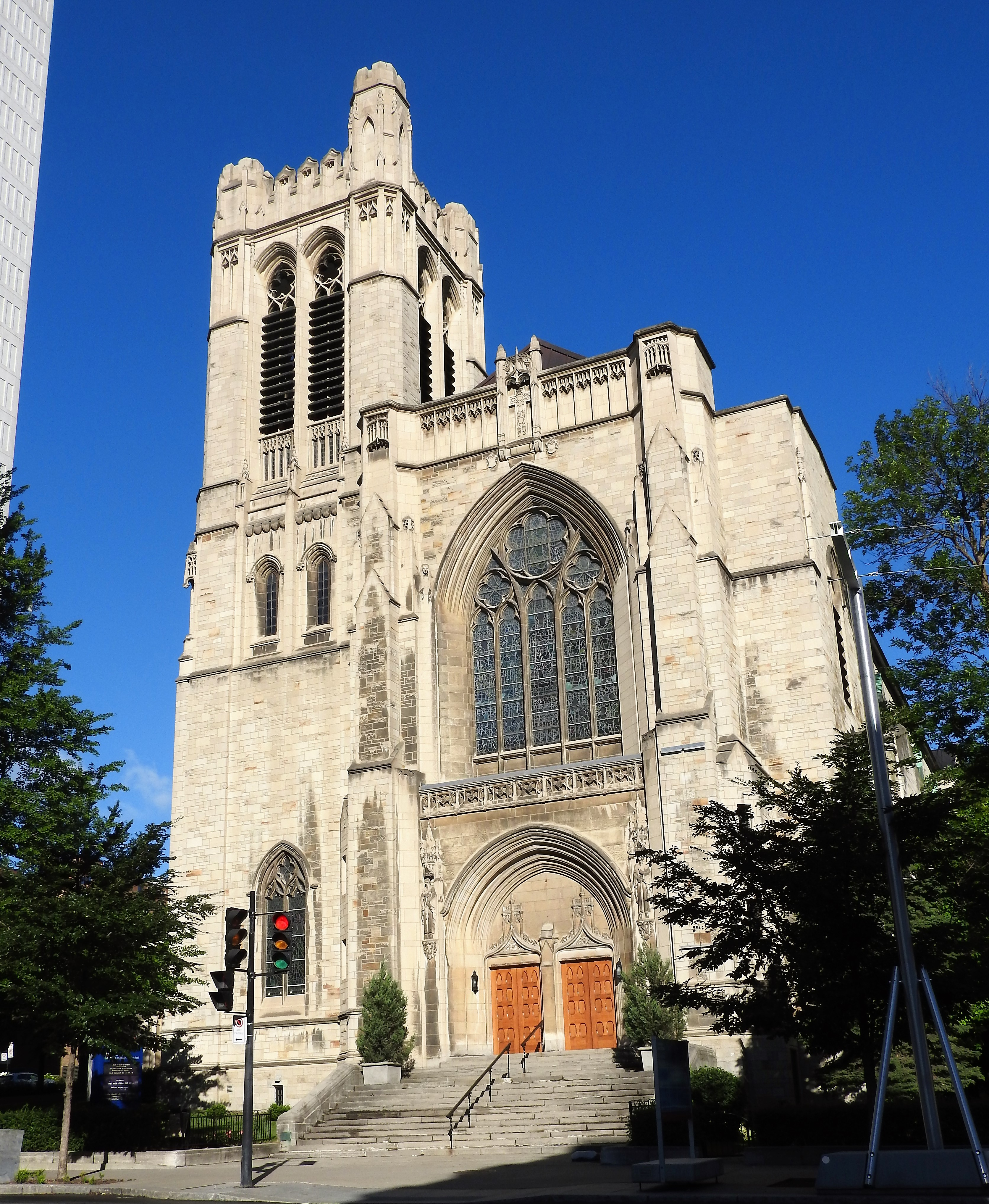
Église St-Andrew and St-Paul (1932) de style néogothique

## Édifices en hauteur
Les villes du Québec sont caractérisées pour être particulièrement basses d'après les standards nord-américains. Cela est notamment dû à une réglementation. Ainsi Montréal impose des limites de hauteur sur les gratte-ciels de sorte qu'ils ne dépassent pas la hauteur du Mont Royal.  La ville interdit à tout bâtiment d'atteindre une altitude supérieure à 223 mètres. Quelques terrains du centre-ville sont autorisés à dépasser 120 mètres de hauteur. La limite est actuellement atteinte par le 1000 de La Gauchetière et le 1250, boulevard René-Lévesque, ce dernier est moins haut, mais construit sur un terrain plus élevé. La seule façon de parvenir à plus de 1000 de La Gauchetière, tout en respectant cette limite serait de construire sur la partie la plus basse du centre-ville à proximité de Tour de la Bourse, la hauteur maximale y serait d'environ 210 mètres. Cela explique pourquoi l'allure général de la ville est moins massive que celle d'autres villes pourtant plus petites, telle Vancouver. De même, la ville de Québec limite également la hauteur des édifices dans plusieurs secteurs. Tout cela est notamment dû à des critiques existantes depuis le début du XXe siècle voulant que les gratte-ciels soient une menace face aux formes architecturales traditionnelles.
Il existe tout de même un certain nombre d'édifices en hauteur. La construction de gratte-ciel  de Montréal a oscillé entre des périodes d'activité intense et  d'accalmies prolongées. Une période de deux ans de 1962 à 1964 a vu l'achèvement de quatre des dix plus grands édifices de Montréal: la Tour de la Bourse,  la Place Ville-Marie (I.M. Pei), l'édifice de la Banque de Commerce et la Tour Telus. Les édifices les plus hauts, le 1000 De La Gauchetière (51 étages) et le 1250 René-Lévesque (47 étages), sont terminés en 1992.

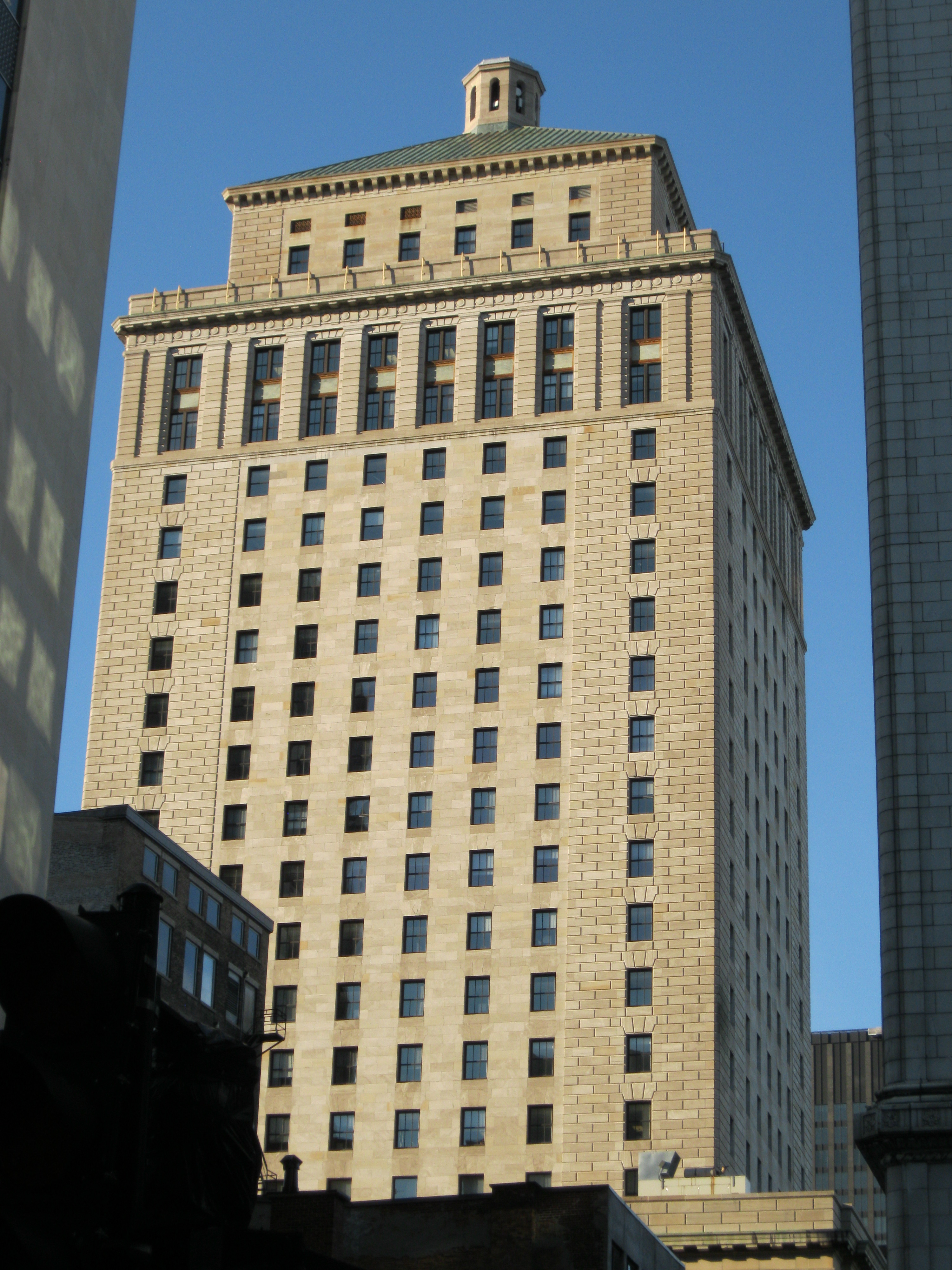
Édifice de la Banque Royale (1928)
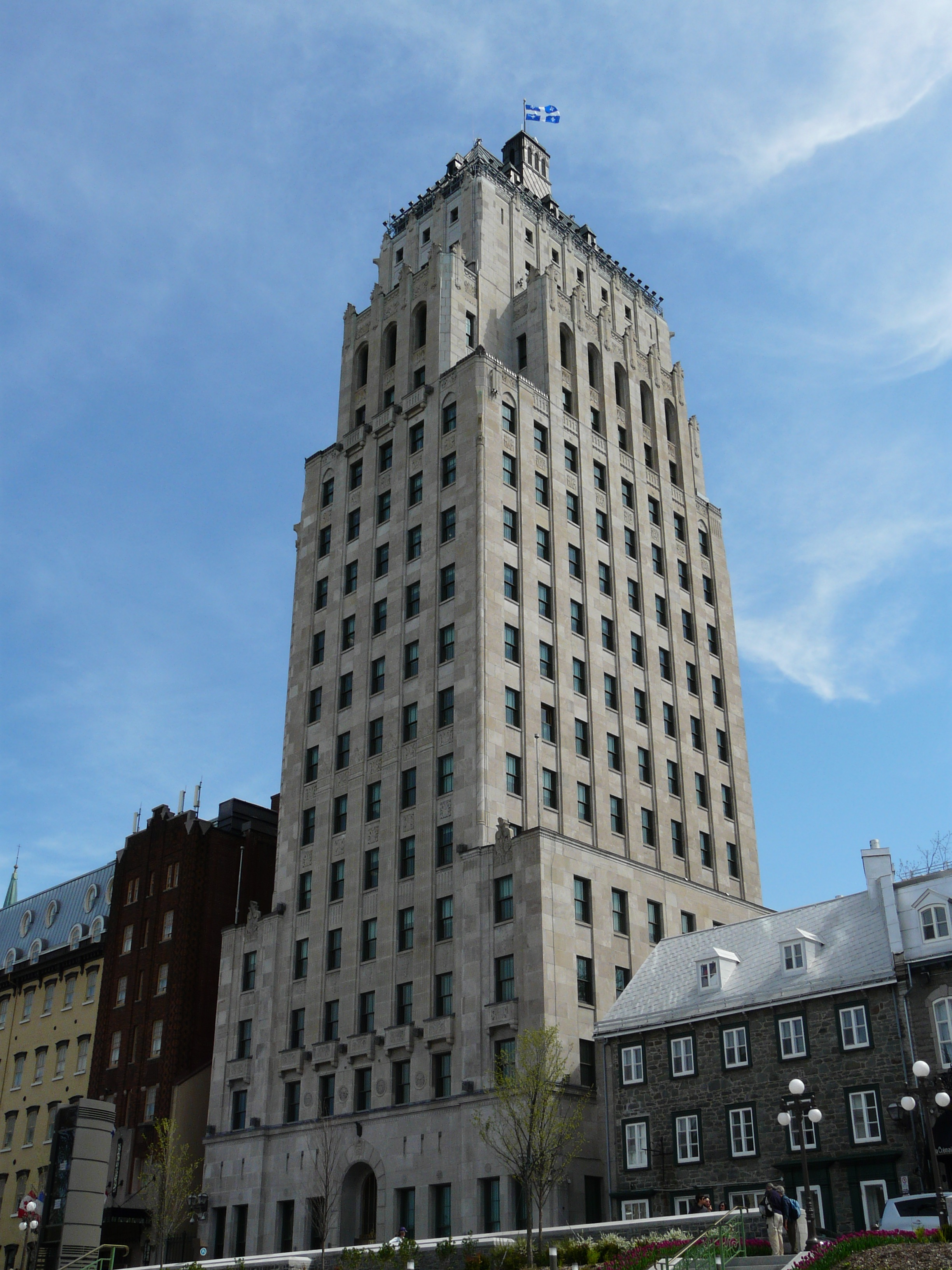
Édifice Price (1931)
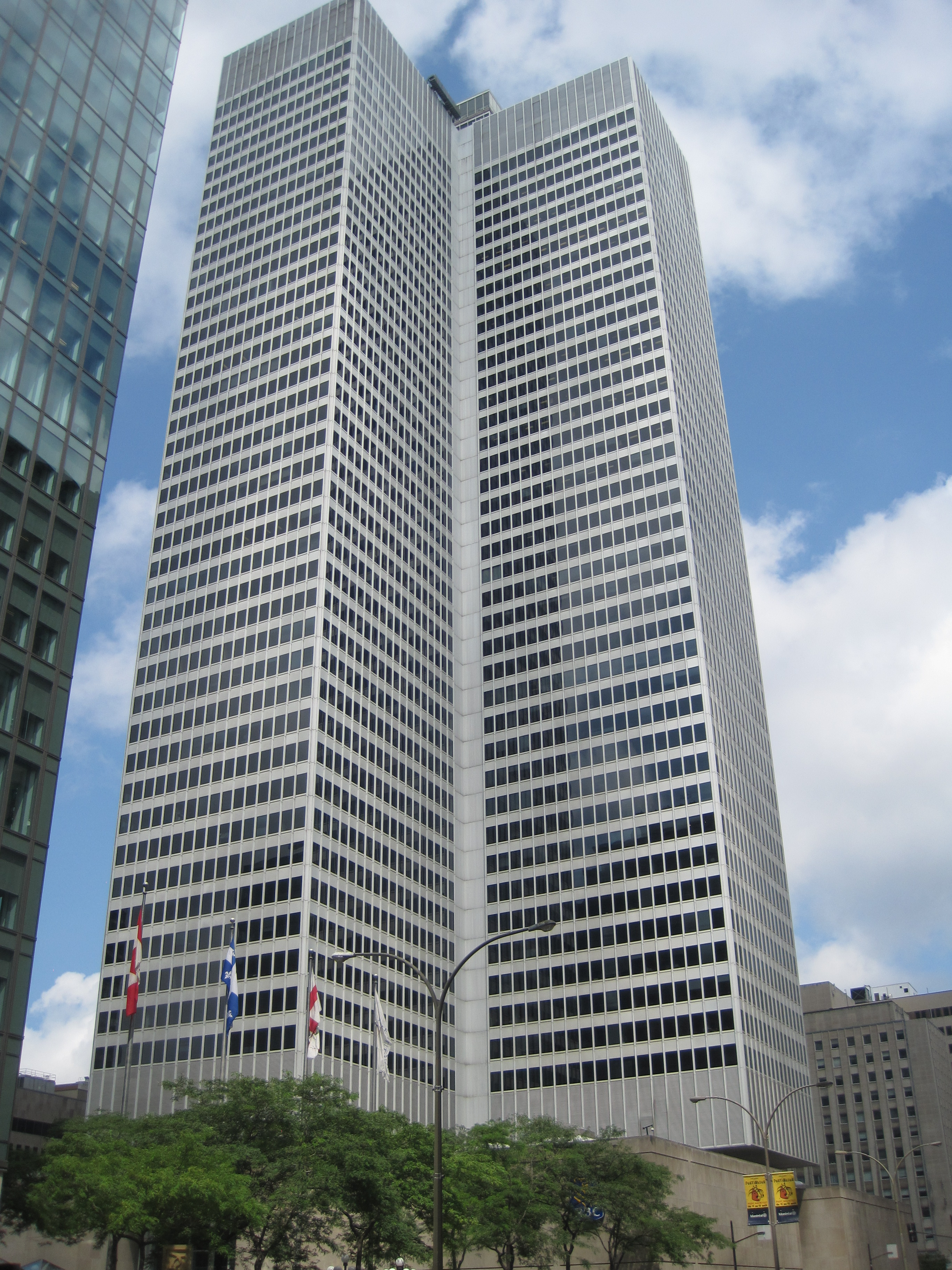
Place Ville Marie (1962)
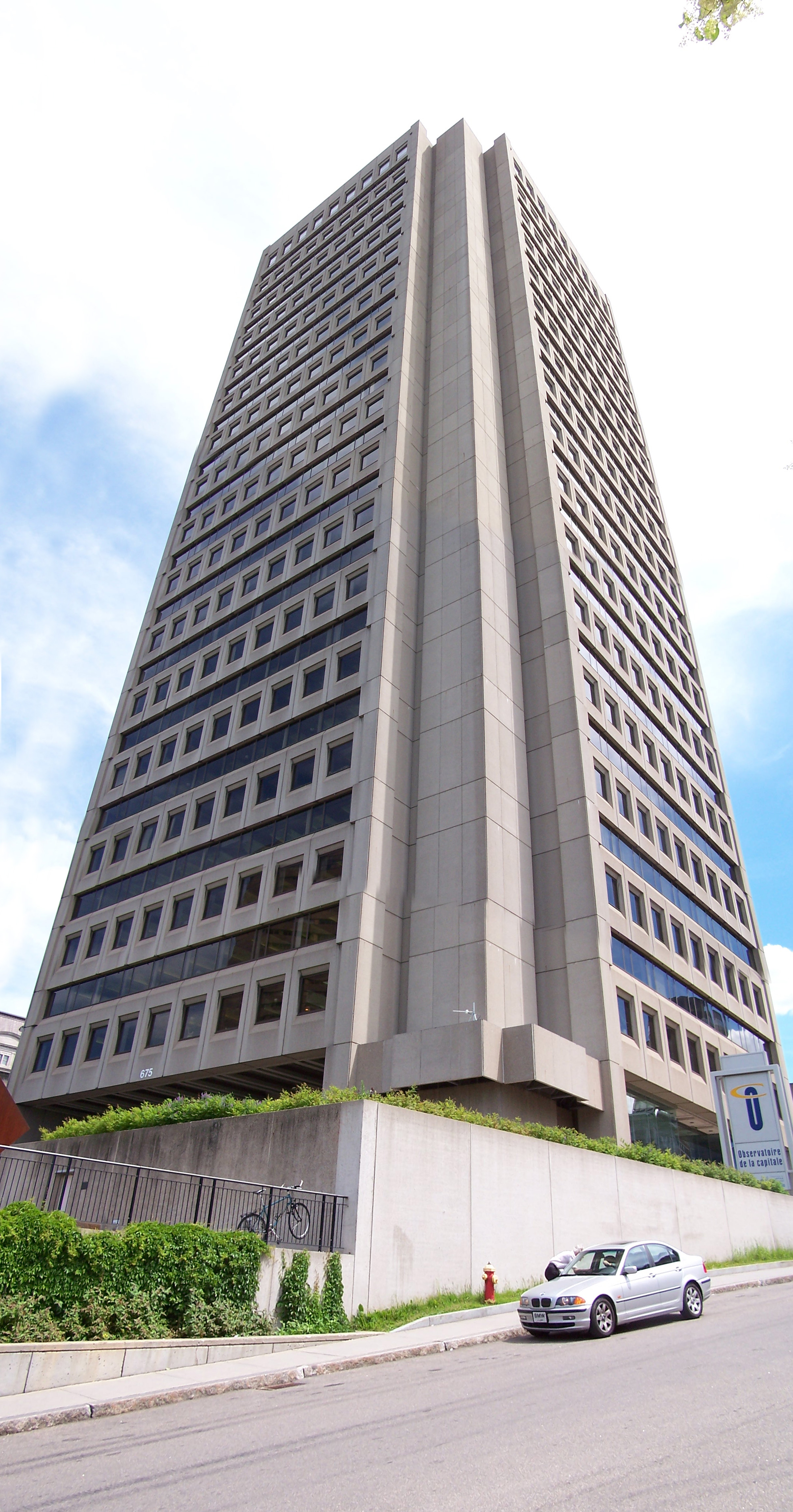
Édifice Marie-Guyart (1972)
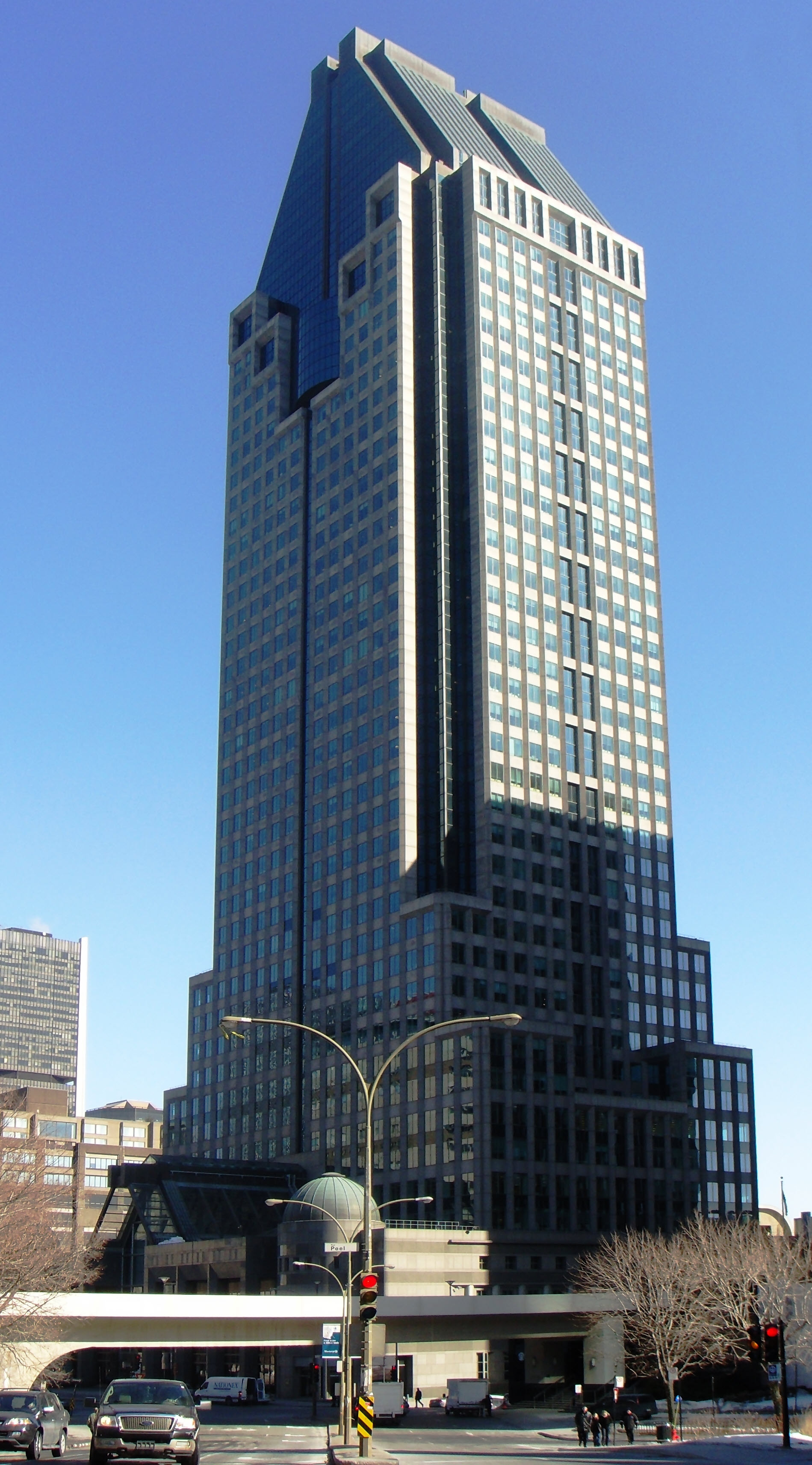
1000 De La Gauchetière (1992)

## Variantes régionales

### Est du Québec
Certaines régions du Québec sont de culture acadienne, c'est notamment le cas des Îles de la Madeleine. Elles ont été colonisées par vagues successives, surtout par des Acadiens entre 1755 et 1792. Comme dans les autres établissements de réfugiés, les premières maisons sont précaires et construites à la hâte dans l'idée de les remplacer plus tard par des maisons plus confortables, sauf qu'elles ont servi plus longtemps que prévu et les maisons ont conservé un caractère rustique pendant un siècle. Les premières maisons sont construites pièces sur pièces en bois rond, plus tard remplacé par des madriers, calfeutrées avec de la mousse et de la terre grasse (argile). Les maisons ont les coins en queue d'aronde, mais certaines, appelées maisons à coin, ont les madriers joints avec des chevilles de bois. Plus tard, les maisons sont construites en madriers fendus en deux et installés verticalement. Ceux-ci sont embouvetés, c'est-à-dire qu'une rainure est pratiquée avec un bouvet sur toute la longueur des deux côtés du madrier et qu'une latte est installée dans l'une des rainures, permettant ainsi de joindre les madriers. Les maisons sont généralement carrées et font en moyenne six mètres de côté, mais pas plus de dix mètres. Par contre, on y ajoute souvent un appentis, une pièce construite sur le modèle de la maison, mais en plus petit. L'appentis est utilisé comme cuisine, salle à manger et salle de séjour. Une échelle donne accès au grenier, où sont remisés les graines et les agrès. Un tambour à toit plat est souvent construit à l'entrée de l'appentis, servant à la fois de remise et de protection contre vent hivernal.

### États-Unis
Les Québécois fondèrent plusieurs villages, surtout aux Wisconsin, Michigan, et aux Pays des Illinois. 
Sainte-Geneviève est le plus ancien village permanent du Missouri. Il a été fondé vers la fin des années 1730 par des Canadiens à environ trois kilomètres au sud de sa localisation actuelle sur les bords du fleuve Mississippi (une peinture murale du Capitole de l’État du Missouri indique sa fondation en 1735). C'est une des premières villes situées à l'ouest du fleuve Mississippi et au nord de La Nouvelle-Orléans du territoire qui seront cédées lors de la vente de la Louisiane.
Les plus anciens bâtiments de Sainte-Geneviève ont donc été tous construits durant l'occupation espagnole bien qu'il s'agisse de bâtiments typiques de l'époque coloniale française. Les constructions les plus représentatives de cette période sont s'appuient sur des poteaux de bois plantés verticalement dans le sol alors que les cabanes de colons américaines traditionnelles sont constituées de rondins assemblés horizontalement.
L'un des types de maisons traditionnelles les plus caractéristiques de la ville sont les « poteaux en terre » dans lesquels les murs faits de planches de bois ne soutiennent pas le plancher. Ce dernier s'appuie sur des piliers de pierre. Les murs de ce type de maisons, en partie enterrés dans le sol, sont particulièrement sensibles aux crues, aux termites et à la pourriture. Trois des cinq maisons de ce type existant encore aux États-Unis se situent à Sainte-Geneviève. Les deux autres se trouvent à Pascagoula (Mississippi) et dans la paroisse des Natchitoches. La plupart des bâtiments anciens de la ville sont de type « poteau sur sole » dans lesquelles la structure en bois est placée sur des pierres levées des fondations en brique. La plus ancienne maison de la ville est la Bolduc House qui a été construite en 1770 sur le site originel de la ville et a ensuite été déplacée et agrandie en 1785.
Un festival, « Jour de Fete », se déroule chaque année au cours du deuxième weekend d'août pour célébrer son patrimoine culturel. Le bac qui traverse le Mississippi est surnommé « the French Connection » à cause de son lien vers d'autres sites témoins du passé francophone de la région.

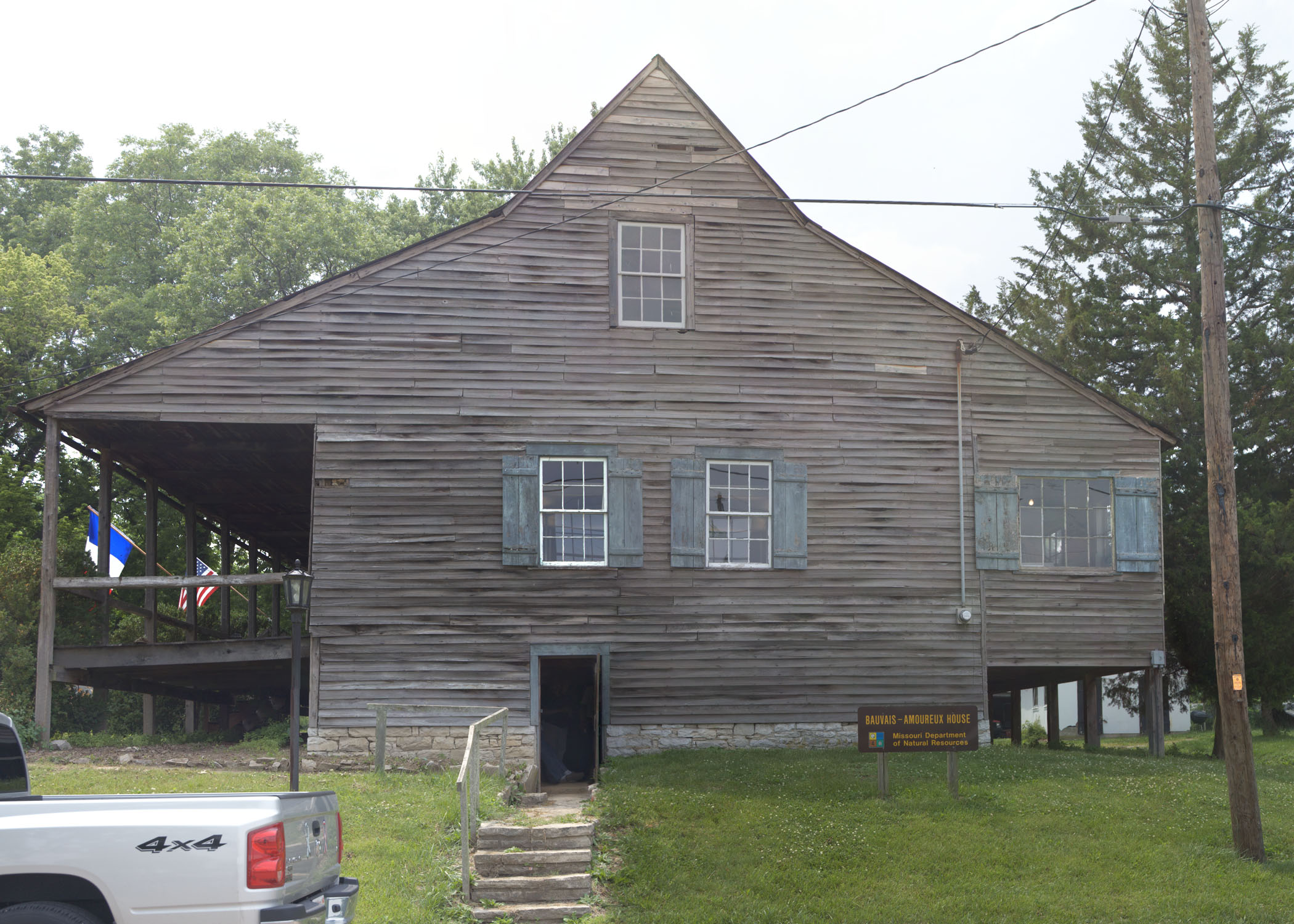
La maison Amoureaux
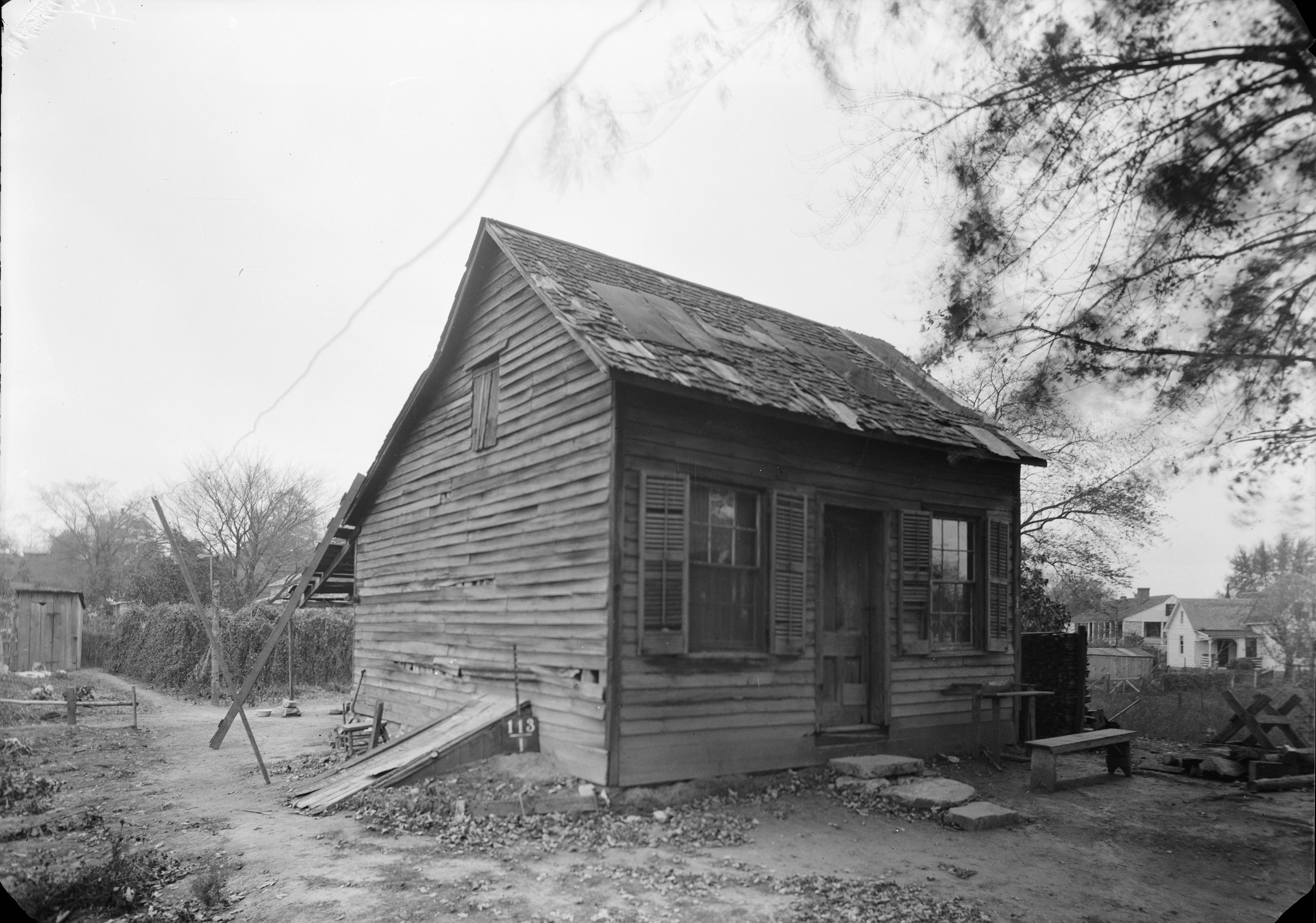
La cabane Amoureaux
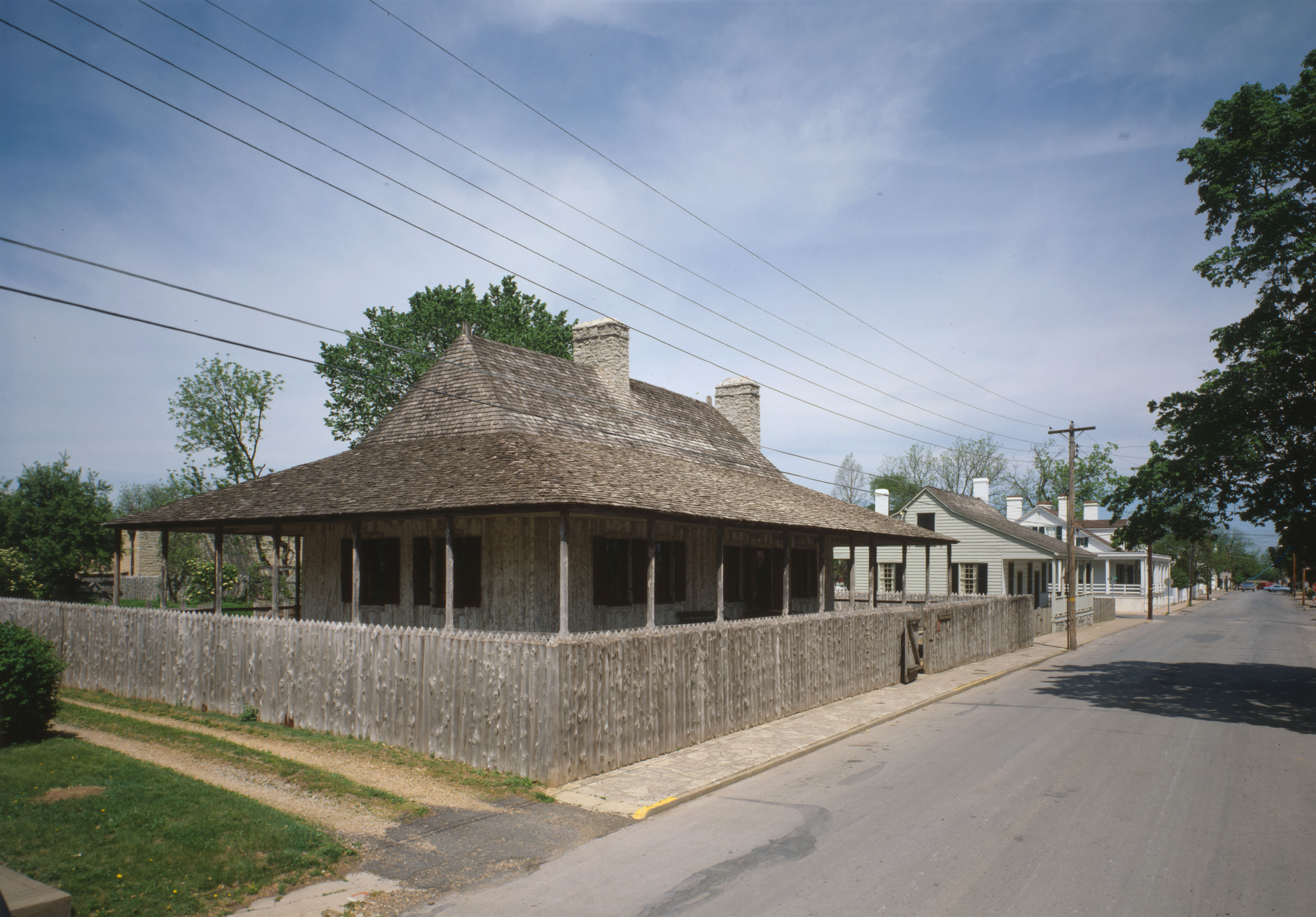
Louis Bolduc House
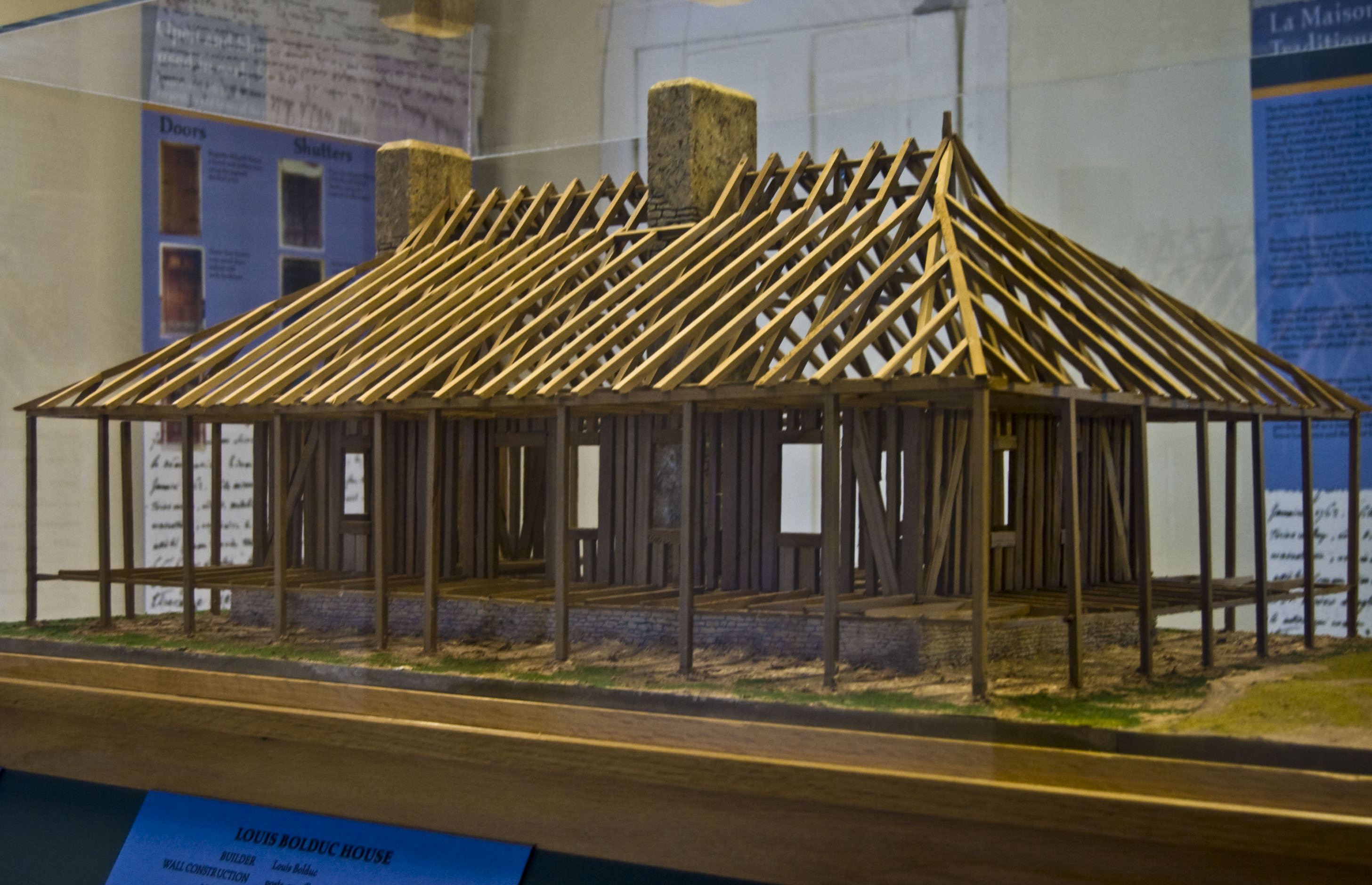
Maison Bolduc, exemple de la technique poteau sur sole et poteau en terre.
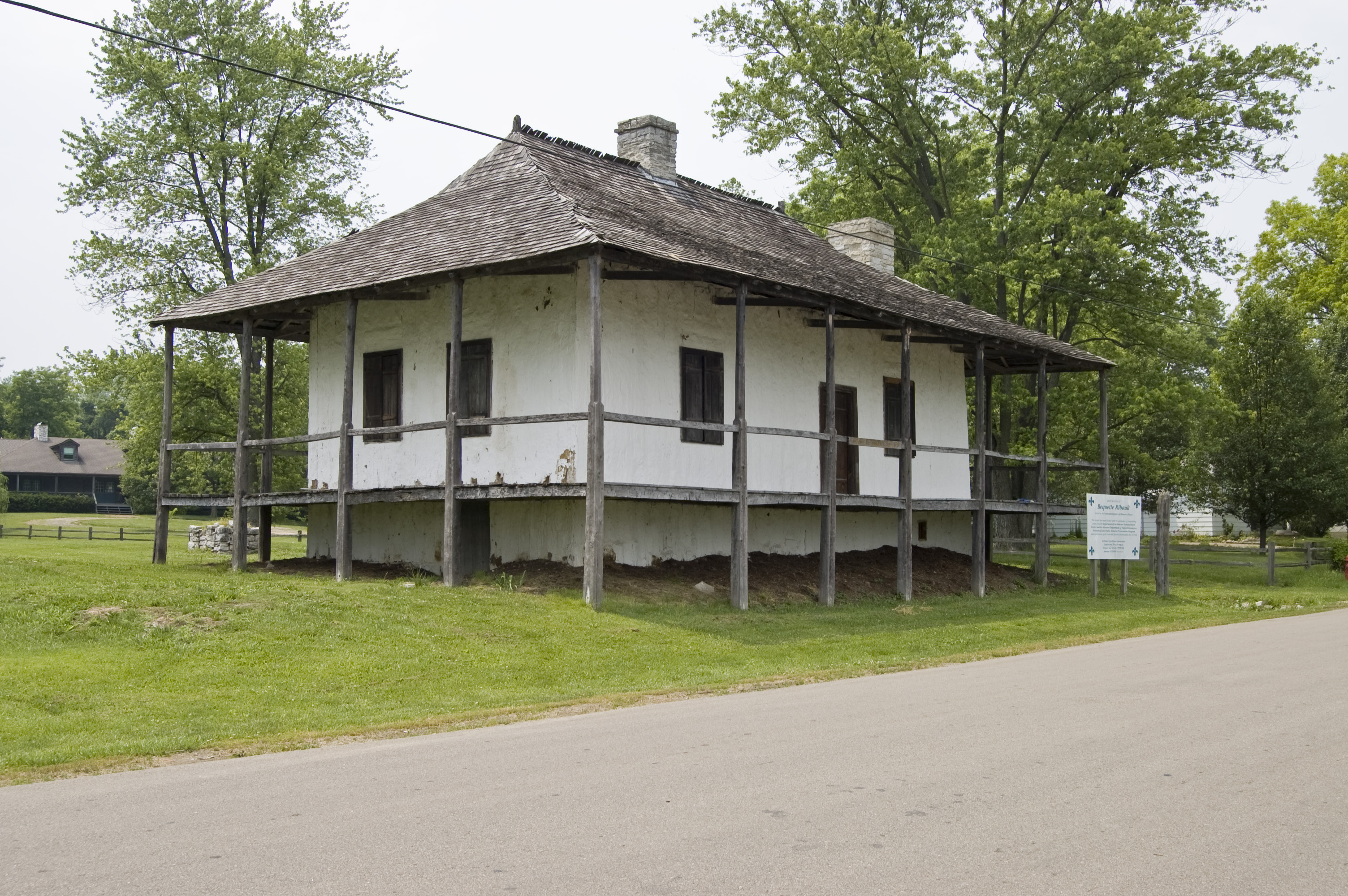
Maison Bequette-Ribault, 1789, exemple de la technique « poteau en terre ».
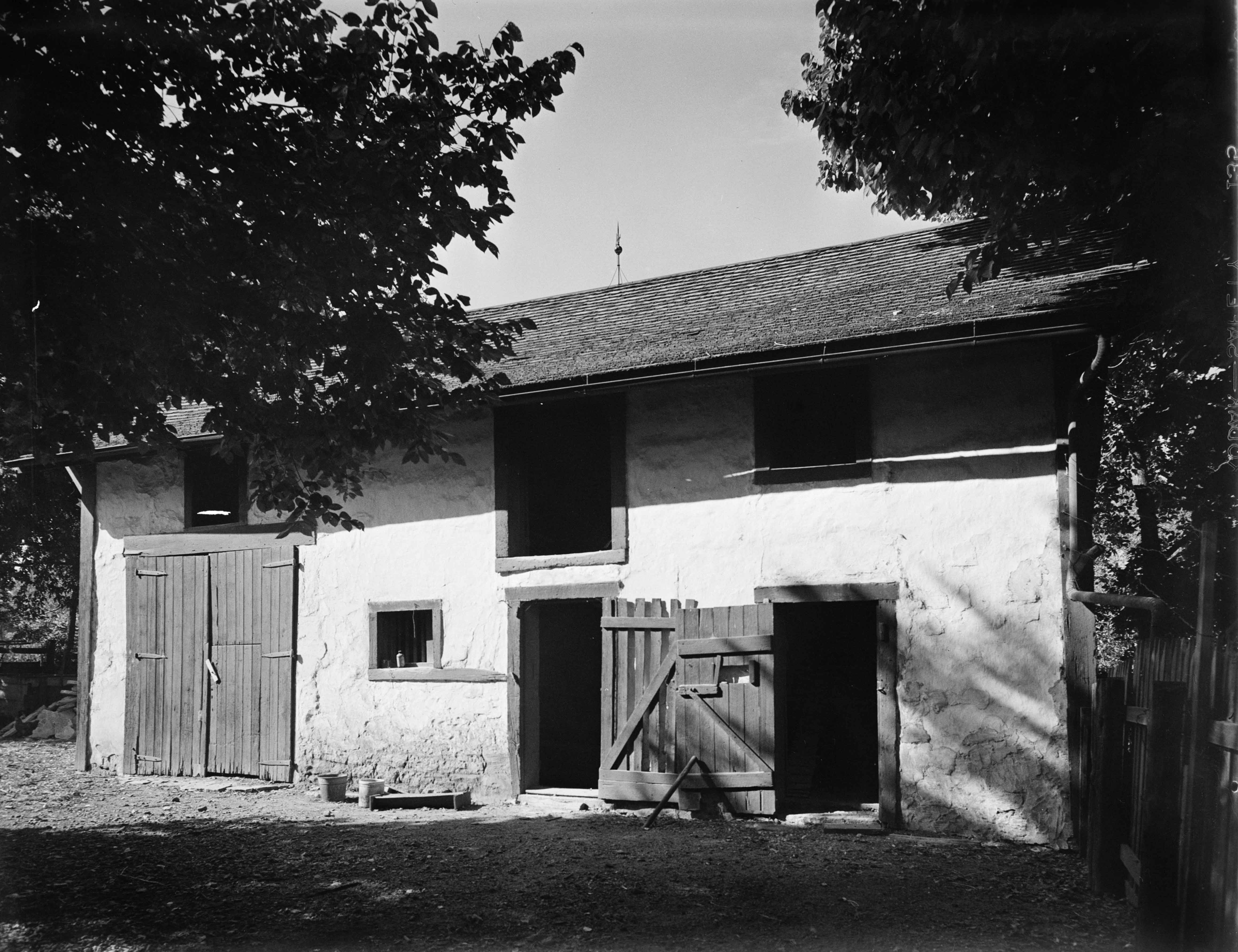
Grange de Jean-Baptiste Valle
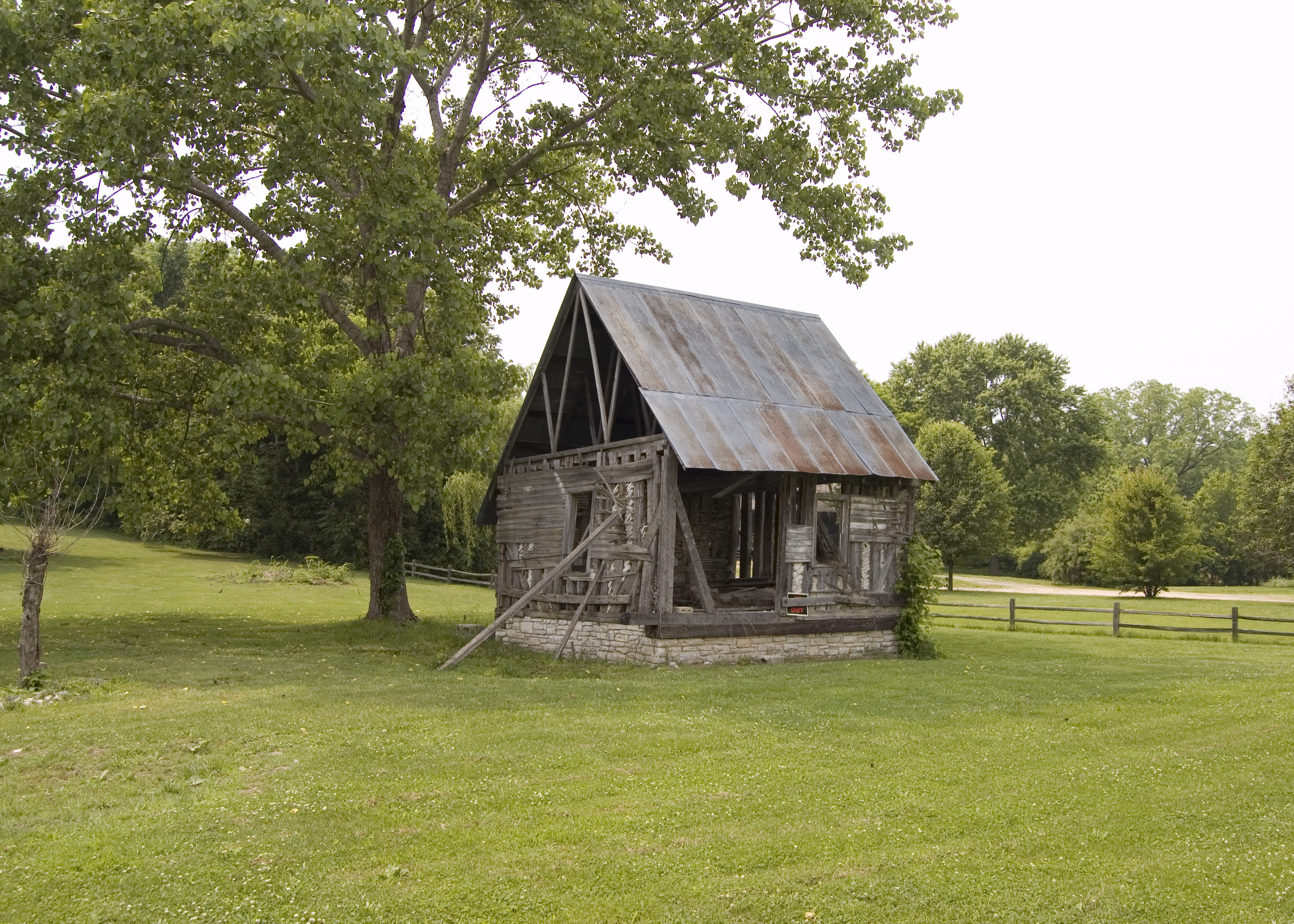
La cabane Lasource-Durand
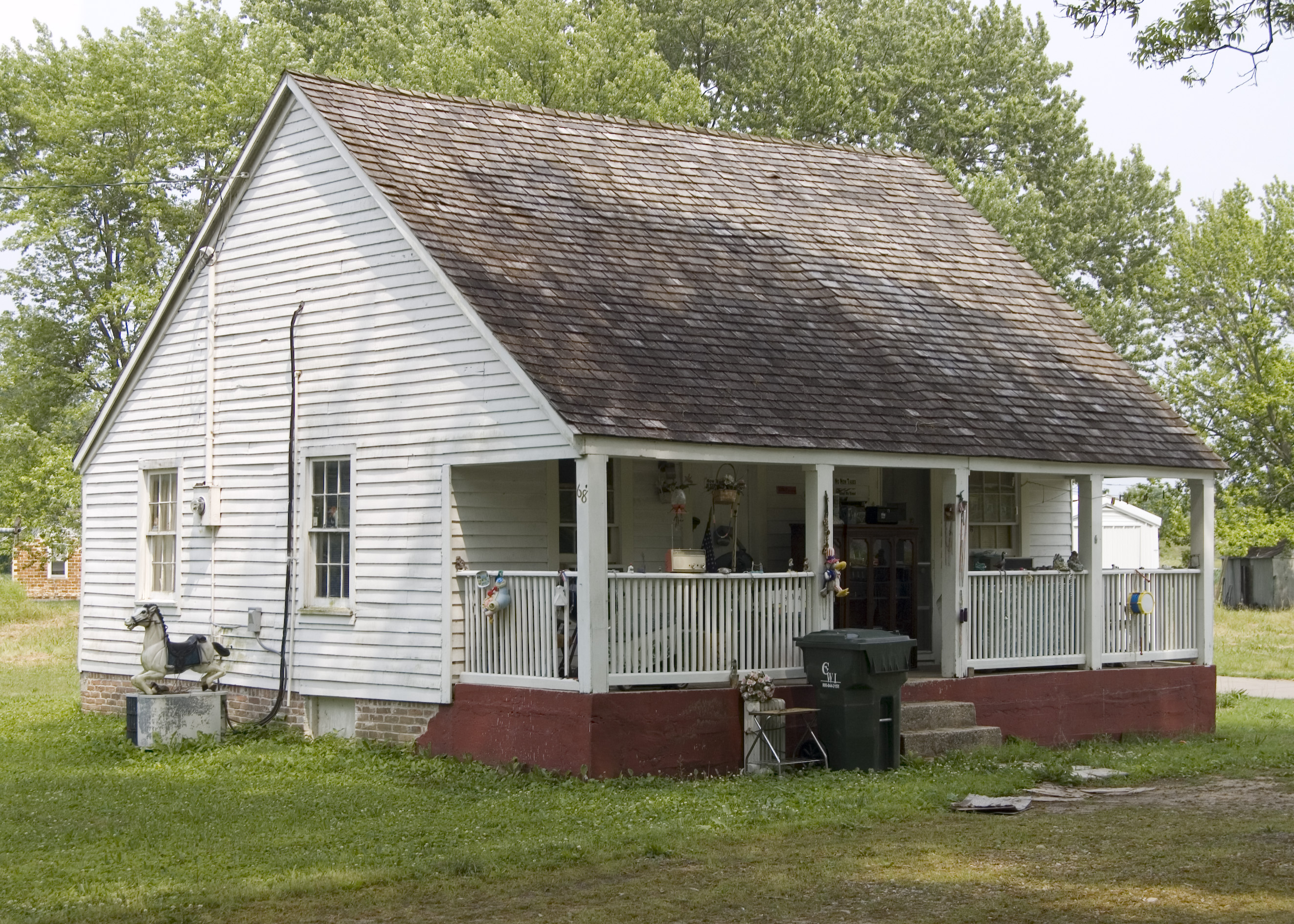
Une maison près de Gabouri Creek
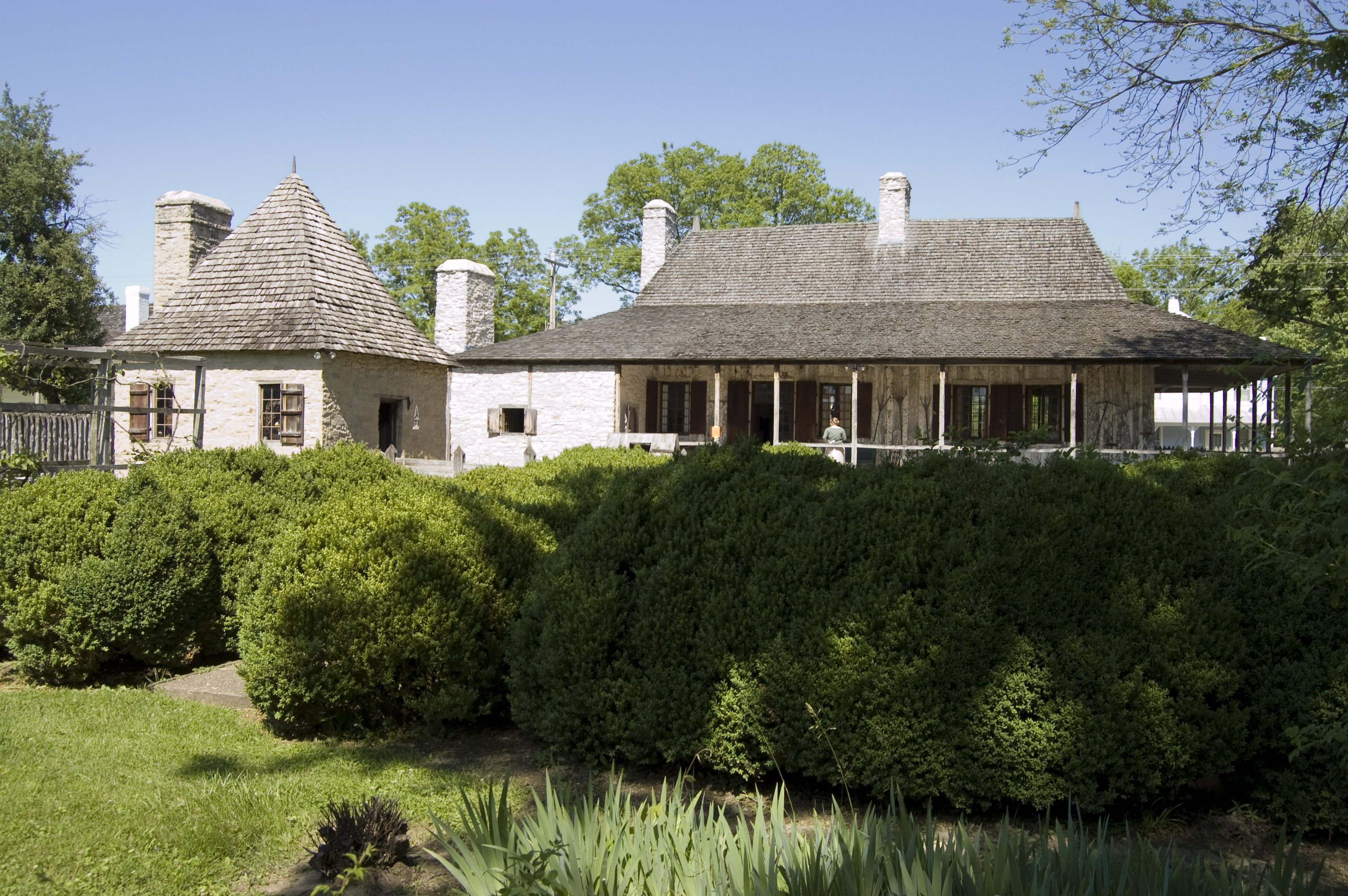
Musée Louis Bolduc House, 1792, exemple de poteau sur sole.
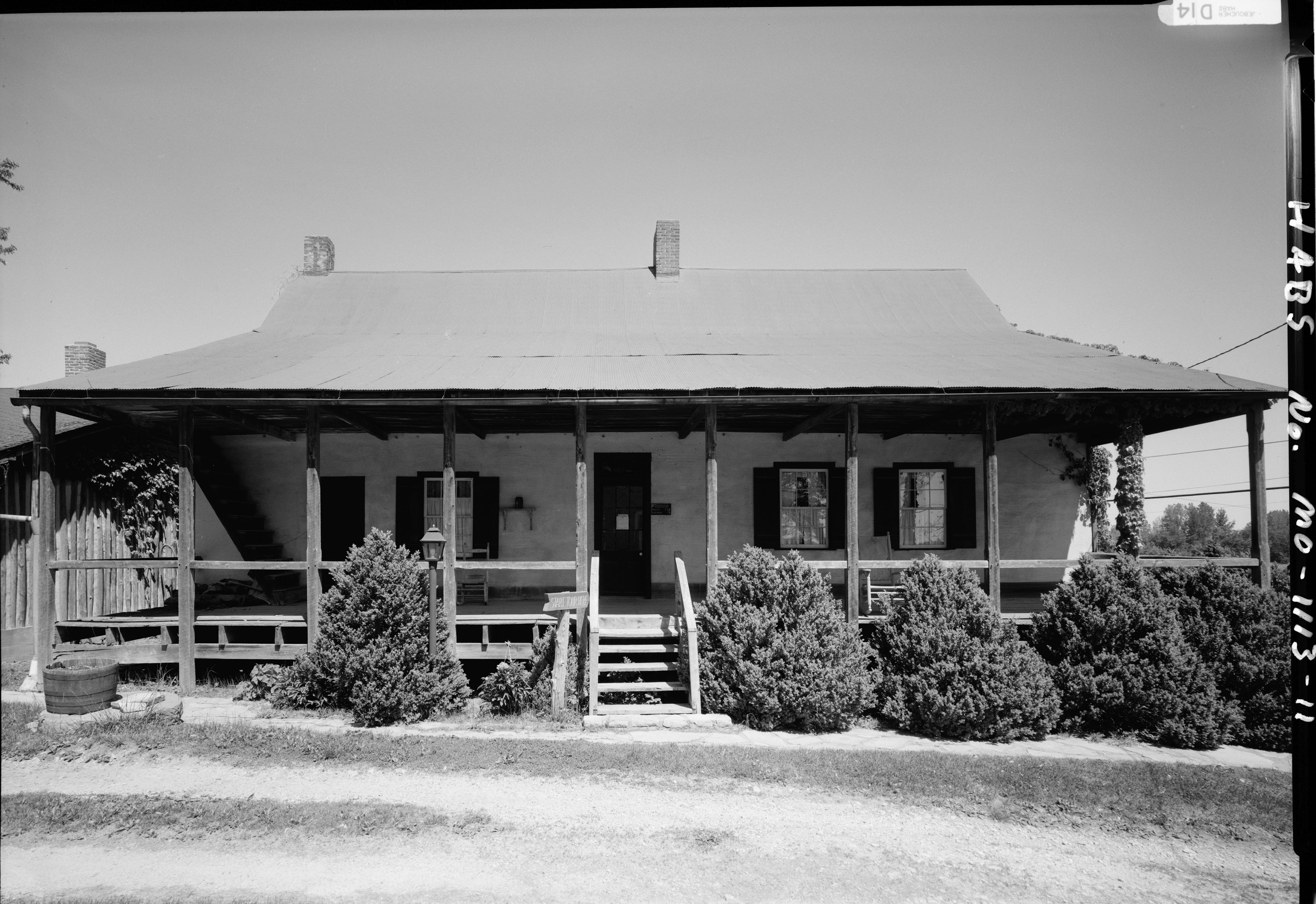
Vue de la maison Bauvais-Amoureaux, 1792, exemple de construction en poteaux en terre.

Plusieurs architectes se sont démarqués à l'extérieur de la province. L'une des plus grandes réalisations québécoises dans les provinces maritimes est l'église Saint-Pierre de Chéticamp, en Nouvelle-Écosse, conçue par David Ouellet en 1893.